# Перелік об'єктів культурної спадщини Голосіївського району міста Києва
Перелік об'єктів культурної спадщини Києва
Правий берег
- Голосіївський район

- Байкове кладовище

- Оболонський район
- Печерський район
- Подільський район
- Святошинський район
- Солом'янський район
- Шевченківський район

- Лук'янівське кладовище

Лівий берег
- Дарницький район
- Деснянський район
- Дніпровський район

У статті наведений перелік об'єктів культурної спадщини Голосіївського району міста Києва станом на 1 січня 2012 року.
Для зручності користування в окрему статтю винесений масив об'єктів Байкового кладовища (більше 600):
- Перелік об'єктів культурної спадщини Байкового кладовища

Джерело інформації: списки об'єктів культурної спадщини міста Києва, оприлюднені Головним управлянням охорони культурної спадщини КМДА 15 лютого 2012 року на офіційному сайті. Як повідомило Управління, списки складені на підставі наявної інформації; передбачається регулярне оновлення інформації згідно з новими документами, виданими державними та місцевими органами влади.
На сайті Управління зазначено:

| В кожному окремому випадку для визначення статусу об'єкту необхідно звернутись до Головного управління охорони культурної спадщини виконавчого органу Київської міської ради (Київської міської державної адміністрації) з відповідним запитом у зв'язку зі змінами назв вулиць, нумерації будинків, літерних позначень та моніторингу стану об'єктів культурної спадщини на поточний період[2]. |
Статус об'єктів культурної спадщини затверджується:
- Пам'ятки національного значення — Постановами Ради міністрів УРСР, Кабінету Міністрів України.
- Пам'ятки місцевого значення — Рішеннями Київського міськвиконкому, Розпорядженнями КМДА, Наказами Міністерства культури України.
- Щойно виявлені об'єкти культурної спадщини — Наказами Комітету, або Управління (Головного управління) охорони пам'яток (культурної спадщини).

Відповідно в списку позначені кольором:
|  | Пам'ятки національного значення |
|  | Пам'ятки місцевого значення     |

## Об'єкти культурної спадщини Голосіївського району
| Номер | Назва | Дати                                                           | Адреса                                                                  | Охоронний номер | Документ про взяття на облік |
| ----- | --- | -------------------------------------------------------------- | ----------------------------------------------------------------------- | --------------- | --- |
| 1     | Голосіївський лісопарк | 1631                                                           | Голосіївський просп.                                                    |                 | Постанова колегії Держкомприроди УРСР від 26.07.1972 № 22 |
| 2     | Голосіївський парк ім. Рильського М. Т. | 1928; 1957                                                     | Голосіївський просп.                                                    |                 | Постанова Ради Міністрів УРСР від 29.01.1960 № 105 |
|       | Комплекс Казенного винного складу № 2 (Завод «Червоний гумовик») |                                                                | Голосіївський просп., 6                                                 |                 | |
| 3     | Брама з адміністративним корпусом Казенного винного складу № 2 (Завод «Червоний гумовик») | 1899                                                           | Голосіївський просп., 6                                                 |                 | Наказ Головного управління охорони культурної спадщини від 25.06.2011 № 10/38-11 |
| 4     | Будова, де під час збройного повстання 1918 р. містився штаб червоногвардійських загонів Деміївки | 1899                                                           | Голосіївський просп., 6                                                 |                 | Рішення виконавчого комітету Київської міськради народних депутатів від 27.01.1970 № 159 |
| 5     | Корпус виробничий № 1 | 1899                                                           | Голосіївський просп., 6                                                 |                 | Наказ Головного управління охорони культурної спадщини від 10.06.2011 № 10/34-11 |
| 6     | Молитовний будинок Бориспільського | 1878 (?), 1901, 1926                                           | Голосіївський просп., 22                                                |                 | Наказ Головного управління охорони культурної спадщини від 25.06.2011 № 10/38-11 |
| 7     | Пам'ятник воїнам-шоферам Другої світової війни ЗІС-5 (Вантажівка) | 1940-ві                                                        | Голосіївський просп., 42                                                |                 | Наказ Головного управління охорони культурної спадщини від 25.09.2006 № 53 |
| 8     | Церква Вознесенська | кін. XIX ст.                                                   | Голосіївський просп., 54                                                |                 | Наказ Головного управління охорони культурної спадщини від 25.06.2011 № 10/38-11 |
|       | Комплекс пам'яток на Байковому кладовищі |                                                                | Байкова вул.                                                            | № 2600192       | Постанова Кабінету Міністрів України від 03.09.09 № 928 |
| 9-619 | Див. Перелік об'єктів культурної спадщини Байкового кладовища |                                                                |                                                                         |                 | |
| 620   | Пам'ятник В. Н. Боженку, герою громадянської війни | 1967                                                           | Боженка вул., 107                                                       |                 | Рішення виконавчого комітету Київської міськради народних депутатів від 22.02.1971 № 301 |
| 621   | Будинок трикотажної фабрики «Киянка», яку 24.04.1966 р. відвідав Ю. О. Гагарін, космонавт | 24.04.1966                                                     | Васильківська вул., 30                                                  |                 | Рішення виконавчого комітету Київської міськради народних депутатів від 30.07.1984 № 693 |
| 622   | Будинок Інституту фізіології рослин і генетики АН УРСР, де працювали О. Душечкін, П. А. Власюк, А. В. Манорик, академіки | 1946 (будівництво); 1946—1960-ті рр.                           | Васильківська вул., 31/17                                               |                 | Рішення виконавчого комітету Київської міськради народних депутатів від 30.07.1984 № 693 |
| 623   | Будинок Інституту проблем онкології АН УССР, де працювали Р. Кавецький, В. Г. Пінчук, академіки | 1960—1970-ті рр.                                               | Васильківська вул., 45                                                  |                 | Рішення виконавчого комітету Київської міськради народних депутатів від 30.07.1984 № 693 |
| 624   | Дошка меморіальна ополченцям фабрики ім. К. Маркса |                                                                | Велика Китаївська вул., 17                                              |                 | Рішення виконавчого комітету Київської міськради народних депутатів від 21.08.1975 № 840 |
| 625   | Пам'ятник М. Боровиченко, Герою Радянського Союзу | 1967                                                           | Велика Китаївська вул., 22                                              |                 | Рішення виконавчого комітету Київської міськради народних депутатів від 27.01.1970 № 159 |
| 626   | Пам'ятник О. М. Бойченку, письменнику | 1973                                                           | Велика Китаївська вул., 85                                              |                 | Рішення виконавчого комітету Київської міськради народних депутатів від 17.11.1987 № 1112 |
| 627   | Будинок, в якому у 1965—1969 рр. мешкав В. П. Петров, літературознавець, етнограф, археолог, письменник | 1950-ті рр.                                                    | Володимиро-Либідська вул., 16                                           |                 | Наказ Головного управління охорони культурної спадщини від 25.06.2011 № 10/38-11 |
| 628   | Флігель житловий, в якому у 1919—1924 рр. містилася мистецька студія «Культурної ліги» | 1888                                                           | Володимирська вул., 61-б                                                |                 | Наказ Управління охорони пам'яток історії, культури та історичного середовища від 26.10.2001 № 143 |
| 629   | Будинок прибутковий («Будинок Мороза») | 1910—1912 рр.                                                  | Володимирська вул., 61/11                                               | № 19            | Рішення виконавчого комітету Київської міськради народних депутатів від 22.11.1982 № 1804 |
| 630   | Будинок житловий, в якому мешкали і працювали Рахманінов Н. І., ректор Київського університету, Карпека А. Д., авіаконструктор, Нарбут Г. І., художник (ректорат університету); Кліменко П. В., історик, репресований                                                   | 1840-ві рр.                                                    | Володимирська вул., 64/13                                               | № 896           | Постанова Ради Міністрів УРСР від 06.09.1979 № 442 |
| 631   | Гуртожиток студентів гірничо-будівельного технікуму | 1950                                                           | Володимирська вул., 69                                                  | № 617-Кв        | Наказ Міністерства культури і туризму України від 15.09.2010 № 706/0/16-10 |
| 632   | Будинок житловий, в якому у 1908—1909 рр. проживав політичний діяч С. Петлюра, містилася редакція газети «Слово» | 1893                                                           | Володимирська вул., 78                                                  | № 618-Кв        | Наказ Міністерства культури і туризму України від 15.09.2010 № 706/0/16-10 |
|       | Садиба міська: Володимирська, 81 |                                                                | Володимирська вул., 81                                                  | № 234-Кв        | Наказ Міністерства культури і туризму України від 15.09.2010 № 706/0/16-10 |
| 633   | Флігель | поч. XX ст.                                                    | Володимирська вул., 81-б                                                | № 619-Кв        | Наказ Міністерства культури і туризму України від 15.09.2010 № 706/0/16-10 |
| 634   | Будинок прибутковий, в якому на початку XX ст. розміщувалися приватна жіноча гімназія і підготовче училище Левандовської М. І. | 1907                                                           | Володимирська вул., 81                                                  | № 234           | Рішення виконавчого комітету Київської міськради народних депутатів від 18.11.1986 № 1107 |
| 635   | Будинок, де у 1942—1943 рр. знаходився підпільний Залізничний райком КП(б) | 1881 р., 1941 р., 1960-ті рр.                                  | Володимирська вул., 84                                                  | № 620-Кв        | Наказ Міністерства культури і туризму України від 15.09.2010 № 706/0/16-10 |
| 636   | Будинок прибутковий, в якому містилося землемірне училище В. Пермінова, працювали В. Риков, М. Бобрусов, архітектори | 1908 р., 1908—1910 рр.                                         | Володимирська, 94                                                       | № 621-Кв        | Наказ Міністерства культури і туризму України від 15.09.2010 № 706/0/16-10 |
|       | Комплекс Української сільськогосподарської академії | 1920—1930-ті рр.                                               | Героїв Оборони вул.                                                     |                 | |
| 637   | Будова Інституту гігієни, де у 1970—1982 рр. працював Медведь Л. І., вчений гігієніст та інші | 1969—1970 рр.                                                  | Героїв Оборони вул., 6                                                  |                 | Наказ Головного управління охорони культурної спадщини від 25.06.2011 № 10/38-11 |
| 638   | Інститут механізації та електрифікації сільського господарства (уч.корп.№ 4) | 1929                                                           | Героїв Оборони вул., 13                                                 | № 264/3         | Рішення виконавчого комітету Київської міськради народних депутатів від 18.11.1986 № 1107 |
| 639   | Будова Зоотехнічного інституту (Корпус № 3 Української Академії сільськогосподарських наук), в якому у червні — липні 1941 р. містився штаб винищувального батальйону студентів і викладачів УСГА, Голосієво                                                            | 1931                                                           | Героїв Оборони вул., 15                                                 |                 | Рішення виконавчого комітету Київської міськради народних депутатів від 27.01.1970 № 159 |
|       | Меморіал радянським воїнам, викладачам і студентам сільськогосподарської академії, що загинули в роки Великої вітчизняної війни (пам'ятник Скибі Н., народному ополченцю, студенту.                                                                                     | 1979                                                           | Героїв Оборони вул., 15                                                 |                 | |
| 640   | Могила братська радянських воїнів (49 осіб) | 1979                                                           | Героїв Оборони вул., 15                                                 |                 | Рішення виконавчого комітету Київської міськради народних депутатів від 22.02.1971 № 301 |
| 641   | Могила братська радянських воїнів (7 осіб) | 1979                                                           | Героїв Оборони вул., 15                                                 |                 | Рішення виконавчого комітету Київської міськради народних депутатів від 22.02.1971 № 301 |
| 642   | Пам'ятний знак на честь 147-ї, 284-ї стрілецьких дивізій, 5, 6, 212-ї повітряно-десантних бригад, загонів народного ополчення, що захищали Київ влітку-восени 1941 року під час Великої Вітчизняної війни.                                                              | 1979                                                           | Героїв Оборони вул., 15                                                 |                 | Рішення виконавчого комітету Київської міськради народних депутатів від 04.08.1980 № 1102 |
|       | Меморіал радянським воїнам, викладачам і студентам сільськогосподарської академії, що загинули в роки Великої вітчизняної війни (пам'ятник Скибі Н., народному ополченцю, студенту)                                                                                     |                                                                |                                                                         |                 | |
| 643   | Пам'ятник на честь студентів і викладачів сільгоспакадемії, що загинули в роки Великої Вітчизняної війни (фігура студента — народного ополченця Скиби Н.) | 05.11.1979                                                     | Героїв Оборони вул., 15                                                 |                 | Рішення виконавчого комітету Київської міськради народних депутатів від 22.02.1971 № 301 |
| 644   | Могила братська радянських воїнів (49 осіб) | 1979                                                           | Героїв Оборони вул., 15                                                 |                 | Рішення виконавчого комітету Київської міськради народних депутатів від 22.02.1971 № 301 |
| 645   | Могила братська радянських воїнів (7 осіб) | 1979                                                           | Героїв Оборони вул., 15                                                 |                 | Рішення виконавчого комітету Київської міськради народних депутатів від 22.02.1971 № 301 |
| 646   | Могила братська радянських воїнів (7 осіб) | 1979                                                           | Героїв Оборони вул., 15                                                 |                 | Рішення виконавчого комітету Київської міськради народних депутатів від 04.08.1980 № 1102 |
| 647   | Могила братська радянських воїнів (7 осіб) | 1979                                                           | Героїв Оборони вул., 15                                                 |                 | Рішення виконавчого комітету Київської міськради народних депутатів від 22.02.1971 № 301 |
| 648   | Могила братська радянських воїнів (7 осіб) | 1979                                                           | Героїв Оборони вул., 15                                                 |                 | Рішення виконавчого комітету Київської міськради народних депутатів від 22.02.1971 № 301 |
| 649   | Могила братська радянських воїнів (7 осіб) | 1979                                                           | Героїв Оборони вул., 15                                                 |                 | Рішення виконавчого комітету Київської міськради народних депутатів від 22.02.1971 № 301 |
| 650   | Могила братська радянських воїнів (7 осіб) | 1979                                                           | Героїв Оборони вул., 15                                                 |                 | Рішення виконавчого комітету Київської міськради народних депутатів від 04.08.1980 № 1102 |
| 651   | Могила братська радянських воїнів (7 осіб) | 1979                                                           | Героїв Оборони вул., 15                                                 |                 | Рішення виконавчого комітету Київської міськради народних депутатів від 04.08.1980 № 1102 |
| 652   | Могила братська радянських воїнів (8 осіб) | 1979                                                           | Героїв Оборони вул., 15                                                 |                 | Рішення виконавчого комітету Київської міськради народних депутатів від 04.08.1980 № 1102 |
| 653   | Могила братська радянських воїнів (7 осіб) | 1979                                                           | Героїв Оборони вул., 15                                                 |                 | Рішення виконавчого комітету Київської міськради народних депутатів від 04.08.1980 № 1102 |
|       | Комплекс Української сільськогосподарської академії |                                                                |                                                                         |                 | |
| 654   | Інститут агрохімічний (навч. корп. № 2) | 1931                                                           | Героїв Оборони вул., 17                                                 | № 264/4         | Рішення виконавчого комітету Київської міськради народних депутатів від 18.11.1986 № 1107 |
| 655   | Виставка досягнень народного господарства УРСР | 1952—1958, 1916, 1974, 1976 рр.                                | Глушкова Академіка просп., 1                                            | № 523-Кв        | Наказ Міністерства культури і туризму України від 07.11.2008 № 1285/0/16-08 |
| 656   | Головний вхід | 1958                                                           | Глушкова Академіка просп., 1                                            | № 523/1         | Наказ Міністерства культури і туризму України від 07.11.2008 № 1285/0/16-08 |
| 657   | Головний павільйон | 1958                                                           | Глушкова Академіка просп., 1                                            | № 523/2         | Наказ Міністерства культури і туризму України від 07.11.2008 № 1285/0/16-08 |
| 658   | Кафе (ресторан) «Весна» | 1958                                                           | Глушкова Академіка просп., 1                                            | № 523/12        | Наказ Міністерства культури і туризму України від 07.11.2008 № 1285/0/16-08 |
| 659   | Ресторан «Літо» | 1958                                                           | Глушкова Академіка просп., 1                                            | № 523/11        | Наказ Міністерства культури і туризму України від 07.11.2008 № 1285/0/16-08 |
| 660   | Кіоск біля корпусу № 6 | 1958                                                           | Глушкова Академіка просп., 1                                            | № 523/16        | Наказ Міністерства культури і туризму України від 07.11.2008 № 1285/0/16-08 |
| 661   | Головний фонтан | 1958                                                           | Глушкова Академіка просп., 1                                            | № 523/14        | Наказ Міністерства культури і туризму України від 07.11.2008 № 1285/0/16-08 |
| 662   | Павільйон електрифікації № 5 | 1958                                                           | Глушкова Академіка просп., 1                                            | № 523/6         | Наказ Міністерства культури і туризму України від 07.11.2008 № 1285/0/16-08 |
| 663   | Павільйон «Овочівництво та виноградарство» № 8 | 1958                                                           | Глушкова Академіка просп., 1                                            | № 523/4         | Наказ Міністерства культури і туризму України від 07.11.2008 № 1285/0/16-08 |
| 664   | Павільйон сільськогосподарських наук та землеробства № 4 | 1958                                                           | Глушкова Академіка просп., 1                                            | № 523/9         | Наказ Міністерства культури і туризму України від 07.11.2008 № 1285/0/16-08 |
| 665   | Павільйон металургії № 3 | 1958                                                           | Глушкова Академіка просп., 1                                            | № 523/8         | Наказ Міністерства культури і туризму України від 07.11.2008 № 1285/0/16-08 |
| 666   | Павільйон «Зернові та олійні культури» № 10 | 1958                                                           | Глушкова Академіка просп., 1                                            | № 523/3         | Наказ Міністерства культури і туризму України від 07.11.2008 № 1285/0/16-08 |
| 667   | Павільйон машино- та приладобудування № 7 | 1958                                                           | Глушкова Академіка просп., 1                                            | № 523/7         | Наказ Міністерства культури і туризму України від 07.11.2008 № 1285/0/16-08 |
| 668   | Павільйон тваринництва № 2 | 1958                                                           | Глушкова Академіка просп., 1                                            | № 523/10        | Наказ Міністерства культури і туризму України від 07.11.2008 № 1285/0/16-08 |
| 669   | Водонапірна башта | 1958                                                           | Глушкова Академіка просп., 1                                            | № 523/13        | Наказ Міністерства культури і туризму України від 07.11.2008 № 1285/0/16-08 |
| 670   | Павільйон «Квітництво та озеленення» (оранжерея № 28) | 1958                                                           | Глушкова Академіка просп., 1                                            |                 | Наказ Комітету охорони і реставрації пам'яток історії, культури та історичного середовища від 16.05.1994 № 10 — «завис» у Держслужбі)                                                                       |
| 671   | Павільйон «Технічні культури» № 6 | 1958                                                           | Глушкова Академіка просп., 1                                            | № 523/5         | Наказ Міністерства культури і туризму України від 07.11.2008 № 1285/0/16-08 |
| 672   | Кіоск біля корпусу № 4 | 1958 р.                                                        | Глушкова Академіка просп., 1                                            | № 523/15        | Наказ Міністерства культури і туризму України від 07.11.2008 № 1285/0/16-08 |
| 673   | Фонтан за павільйоном № 1 | 1958 р.                                                        | Глушкова Академіка просп., 1                                            | № 523/17        | Наказ Міністерства культури і туризму України від 07.11.2008 № 1285/0/16-08 |
| 674   | Фонтан між павільйоном № 4 та № 8 | 1958 р.                                                        | Глушкова Академіка просп., 1                                            | № 523/18        | Наказ Міністерства культури і туризму України від 07.11.2008 № 1285/0/16-08 |
| 675   | Фонтан за павільйоном № 9 | 1958 р.                                                        | Глушкова Академіка просп., 1                                            | № 523/19        | Наказ Міністерства культури і туризму України від 07.11.2008 № 1285/0/16-08 |
| 676   | Пам'ятник «Шлях пізнання» | 1994                                                           | Глушкова Академіка просп., 6                                            |                 | Наказ Головного управління охорони культурної спадщини від 25.09.2006 № 53 |
| 677   | Іподром | 1962 — 69 рр.                                                  | Глушкова Академіка просп., 10                                           |                 | Наказ Головного управління охорони культурної спадщини від 25.09.2006 № 53 |
| 678   | Ресторан «Вітряк» | 1968 р.                                                        | Глушкова Академіка просп., 11                                           |                 | Наказ Управління охорони пам'яток історії, культури та історичного середовища від 18.09.2002 № 157 |
| 679   | Будова Інституту кібернетики (корп. № 6), де працював Глушков В. М., кібернетик, академік | 1971                                                           | Глушкова Академіка просп. 40                                            |                 | Наказ Головного управління охорони культурної спадщини від 25.06.2011 № 10/38-11 |
| 680   | Будинок митрополита Троїцької Голосіївської пустині | 1840-ві рр.                                                    | Голосіїво, вул. Затівахіна, 14                                          |                 | Наказ Головного управління охорони культурної спадщини від 25.06.2011 № 10/38-11 |
| 681   | Будинок астрономічної обсерваторії |                                                                | Голосіївський ліс                                                       |                 | Рішення виконавчого комітету Київської міськради народних депутатів від 30.07.1984 № 693 |
| 682   | Обеліск Слави захисників м. Києва у 1941 | 1965                                                           | Голосіївський парк                                                      |                 | Рішення виконавчого комітету Київської міськради народних депутатів від 27.01.1970 № 159 |
| 683   | Будинок прибутковий | 1911                                                           | Горького вул., 3                                                        | № 23            | Наказ Управління охорони пам'яток історії, культури та історичного середовища від 30.12.2002 № 213, Рішення виконавчого комітету Київської міськради народних депутатів від 22.11.1982 № 1804 (архітектура) |
| 684   | Будинок, де у 1941—1942 рр. містилася явочна квартира групи «Максим»; до поч. 1940-х рр. жив Кричевський Ф. Г., живописець, педагог; у 1940—1950-х рр. зупинявся Довженко О. П., кінорежисер; у 1945—1950 рр. — Чернишов Б. І., геолог, палеонтолог, академік           | 1938                                                           | Горького вул., 4-6                                                      |                 | Рішення виконавчого комітету Київської міськради народних депутатів від 30.07.1984 № 693 |
| 685   | Будинок прибутковий, в якому у 1912 р. містився архів РСДРП(б) | 1880-ті рр.                                                    | Горького вул., 5                                                        |                 | Рішення виконавчого комітету Київської міськради народних депутатів від 30.07.1984 № 693 (історія), Наказ Головного управління охорони культурної спадщини від 24.03.2008 № 10/06-08 (архітектура)          |
| 686   | Будинок прибутковий | 1910-ті рр.                                                    | Горького вул., 8                                                        |                 | Наказ Головного управління охорони культурної спадщини від 10.06.2011 № 10/34-11 |
| 687   | Будинок прибутковий | 1911—1912 рр.                                                  | Горького вул., 9                                                        |                 | Наказ Головного управління охорони культурної спадщини від 10.06.2011 № 10/34-11 |
| 688   | Будинок прибутковий | 1914—1915 рр.                                                  | Горького вул., 10                                                       |                 | Наказ Головного управління охорони культурної спадщини від 10.06.2011 № 10/34-11 |
| 689   | Будинок, в якому у 1917—1919 рр. мешкав Кістяківський Б. О., правознавець, академік УАН | 1900—1901 рр.                                                  | Горького вул., 14                                                       |                 | Наказ Головного управління охорони культурної спадщини від 25.06.2011 № 10/38-11 |
| 690   | Будинок житловий (флігель) | 1901                                                           | Горького вул., 14-б                                                     | № 228           | Рішення виконавчого комітету Київської міськради народних депутатів від 18.11.1986 № 1107 |
| 691   | Будинок прибутковий | кін. XIX ст.                                                   | Горького вул., 15                                                       |                 | Наказ Головного управління охорони культурної спадщини від 10.06.2011 № 10/34-11 |
| 692   | Будинок прибутковий | кін. XIX ст.                                                   | Горького вул., 16                                                       |                 | Наказ Головного управління охорони культурної спадщини від 10.06.2011 № 10/34-11 |
| 693   | Будинок прибутковий | 1911—1912 рр.                                                  | Горького вул., 17                                                       | № 24            | Рішення виконавчого комітету Київської міськради народних депутатів від 22.11.1982 № 1804 |
| 694   | Будинок прибутковий | 1911—1912 рр.                                                  | Горького вул., 18                                                       |                 | Наказ Головного управління охорони культурної спадщини від 10.06.2011 № 10/34-11 |
|       | Садиба міська: Горького, 20 | XIX-ХХ ст.                                                     | Горького вул., 20                                                       |                 | Наказ Головного управління охорони культурної спадщини від 25.06.2011 № 10/38-11 |
| 695   | Флігель | 1908                                                           | Горького вул., 20-а                                                     |                 | Наказ Головного управління охорони культурної спадщини від 25.06.2011 № 10/38-11 |
| 696   | Будинок прибутковий | 1910                                                           | Горького вул., 20                                                       |                 | Наказ Головного управління охорони культурної спадщини від 25.06.2011 № 10/38-11 |
| 697   | Флігель | 1870-ті рр., 1957 р. (надбудова)                               | Горького вул., 20-б                                                     |                 | Наказ Головного управління охорони культурної спадщини від 25.06.2011 № 10/38-11 |
| 698   | Будинок прибутковий, де жив та працював Глієр Р. М., композитор | 1899—1900 рр.                                                  | Горького вул., 23                                                       | № 125           | Рішення виконавчого комітету Київської міськради народних депутатів від 21.01.1986 № 49 |
|       | Садиба міська: Горького, 23 | 1899—1900 рр.                                                  | Горького вул., 23                                                       |                 | |
| 699   | Флігель | 1899—1900 рр.                                                  | Горького вул., 23б                                                      |                 | Наказ Головного управління охорони культурної спадщини від 25.09.2006 № 53 |
| 700   | Флігель | 1899—1900 рр.                                                  | Горького вул., 23-в                                                     |                 | Наказ Головного управління охорони культурної спадщини від 25.09.2006 № 53 |
| 701   | Будинок прибутковий, в якому у 1915—1940 рр. мешкав Віктор Некрасов, письменник | 1913                                                           | Горького вул., 24 (24-а)                                                |                 | Наказ Головного управління охорони культурної спадщини від 25.06.2011 № 10/38-11 |
| 702   | Будинок прибутковий | кін. XIX — поч. XX ст.                                         | Горького вул., 24-б                                                     |                 | Наказ Головного управління охорони культурної спадщини від 10.06.2011 № 10/34-11 |
| 703   | Будинок прибутковий | 1911                                                           | Горького вул., 26/26                                                    | № 25            | Рішення виконавчого комітету Київської міськради народних депутатів від 22.11.1982 № 1804 |
| 704   | Будинок прибутковий | 1887—1888 рр.                                                  | Горького вул., 32                                                       | № 195           | Рішення виконавчого комітету Київської міськради народних депутатів від 21.01.1986 № 49 |
| 705   | Будинок прибутковий, в якому у 1944—1950 рр. жив та працював Некрасов В. П., письменник та публіцист, правозахисник | 1904—1905 рр.                                                  | Горького вул., 38                                                       | № 261           | Рішення виконавчого комітету Київської міськради народних депутатів від 18.11.1986 № 1107 |
| 706   | Будинок прибутковий | Кін. XIX ст.                                                   | Горького вул., 48-а                                                     | № 196           | Рішення виконавчого комітету Київської міськради народних депутатів від 21.01.1986 № 49 |
| 707   | Житловий будинок, в якому проживали О. Олесь, поет та О. Ольжич, поет, археолог, публіцист та громадський діяч | 1910                                                           | Горького вул., 64/16                                                    | № 444-Кв        | Наказ Міністерства культури і туризму України від 15.04.2008 № 424/1/16-08 |
| 708   | Будинок прибутковий | 1910                                                           | Горького вул., 65/13                                                    |                 | Наказ Головного управління охорони культурної спадщини від 04.06.2007 № 21 |
| 709   | Будинок Київського єврейського училища ім. С.Бродського, в якому вчився Толкачов З. М., графік, живописець; з 1944 р. міститься Інститут електрозварювання ім. Є. О. Патона, де працювали відомі вчені: у 1944—1953 рр. — Патон Є. О., академік та ін                   | 1903—1904 рр.                                                  | Горького вул., 69                                                       |                 | Рішення виконавчого комітету Київської міськради народних депутатів від 27.01.1970 № 159 |
| 710   | Флігель житловий | 1908                                                           | Димитрова вул., 22                                                      |                 | Наказ Головного управління охорони культурної спадщини від 24.03.2008 № 10/06-08 |
| 711   | Будинок прибутковий | 1899—1900 рр.                                                  | Жилянська вул., 5/60                                                    | № 294           | Розпорядження Київської міської державної адміністрації від 02.03.1999 № 302 |
|       | Садиба міська: Жилянська, 7 | Кін. XIX-поч. XX ст.                                           | Жилянська вул., 7                                                       | № 295           | Розпорядження Київської міської державної адміністрації від 02.03.1999 № 302 |
| 712   | Будинок прибутковий | 1890-ті рр.                                                    | Жилянська вул., 7                                                       | № 295/1         | Розпорядження Київської міської державної адміністрації від 02.03.1999 № 302 |
| 713   | Флігель | Поч. XX ст.                                                    | Жилянська вул., 7-в                                                     | № 295/4         | Розпорядження Київської міської державної адміністрації від 02.03.1999 № 302 |
| 714   | Флігель | Поч. XX ст.                                                    | Жилянська вул., 7-а                                                     | № 295/2         | Розпорядження Київської міської державної адміністрації від 02.03.1999 № 302 |
| 715   | Флігель | Поч. XX ст.                                                    | Жилянська вул., 7-б                                                     | № 295/3         | Розпорядження Київської міської державної адміністрації від 02.03.1999 № 302 |
|       | Садиба міська Голомбека Ф. Ф., відомого купця готелем, кав'ярнею, кондитерською фабрикою під однаковою назвою «Франсуаза» |                                                                | Жилянська вул., 23                                                      |                 | |
| 716   | Будинок прибутковий | 1913—1914 рр.                                                  | Жилянська вул., 23                                                      |                 | Наказ Головного управління охорони культурної спадщини від 25.09.2006 № 53 |
| 717   | Флігель | 1913—1914 рр.                                                  | Жилянська вул., 23                                                      |                 | Наказ Головного управління охорони культурної спадщини від 25.09.2006 № 53 |
|       | Садиба міська Міллера Б. С., в якій містилися парафіяльні училища: Жилянська, 38 |                                                                | Жилянська вул., 38                                                      |                 | |
| 718   | Навчальний корпус Бульварного жіночого міського парафіяльного училища | 1894                                                           | Жилянська вул., 38                                                      |                 | Наказ Головного управління охорони культурної спадщини від 25.09.2006 № 53 |
| 719   | Будинок прибутковий, в якому з 1905 р. містилися парафіяльні училища | 1893                                                           | Жилянська вул., 38                                                      |                 | Наказ Головного управління охорони культурної спадщини від 25.09.2006 № 53 |
| 720   | Господарчий флігель | 1894                                                           | Жилянська вул., 38                                                      |                 | Наказ Головного управління охорони культурної спадщини від 25.09.2006 № 53 |
| 721   | Будинок прибутковий | 1908                                                           | Жилянська вул., 39/92                                                   | № 296           | Розпорядження Київської міської державної адміністрації від 02.03.1999 № 302 |
| 722   | Будинок прибутковий | 1912—1913 рр.                                                  | Жилянська вул., 41                                                      |                 | Наказ Головного управління охорони культурної спадщини від 25.06.2011 № 10/38-11 |
| 723   | Школа, де у 1936—1937 рр. навчалась Маркус Т. І., комсомолка-підпільниця, закатована у катівнях гестапо | 1936                                                           | Жилянська вул., 46                                                      |                 | Наказ Головного управління охорони культурної спадщини від 25.06.2011 № 10/38-11 |
| 724   | Будинок прибутковий | 1911—1912 рр.                                                  | Жилянська вул., 48                                                      |                 | Наказ Головного управління охорони культурної спадщини від 30.03.2007 № 06 |
| 725   | Будинок прибутковий | 1899 р.                                                        | Жилянська вул., 50-а                                                    |                 | Наказ Головного управління охорони культурної спадщини від 30.03.2007 № 06 |
| 726   | Теплоелектроцентраль (ТЕЦ) Південно-Західної залізниці | 1931—1935 рр.                                                  | Жилянська вул., 85                                                      | № 194           | Рішення виконавчого комітету Київської міськради народних депутатів від 21.01.1986 № 49 |
| 727   | Будинок, в якому у 1912—1940 рр. мешкав Саксаганський П. К.(Тобілевич), народний артист СРСР, актор і режисер, театральний і громадський діяч | 1908                                                           | Жилянська вул., 96-а                                                    |                 | Рішення виконавчого комітету Київської міськради народних депутатів від 27.01.1970 № 159 |
| 728   | Інститут молекулярної біології і генетики | 1967—1968 рр.                                                  | Заболотного Академіка вул., 150                                         |                 | Наказ Головного управління охорони культурної спадщини від 25.09.2006 № 53 |
| 729   | Пам'ятник Заболотному Д. К., радянському епідеміологу, академіку АН СРСР та УРСР | 1 червня 1981                                                  | Заболотного Академіка вул., 154                                         | № 0/0           | Рішення виконавчого комітету Київської міськради народних депутатів від 30.07.1984 № 693 |
| 730   | Інститут мікробіології та вірусології АНУ, де у 1964—1966 рр. працював Дроботько В. Г., український мікробіолог, академік АН УРСР, заслужений діяч науки та інші відомі вчені                                                                                           | 1931—1966 рр.; 1964 р.(зведення будинку)                       | Заболотного Академіка вул., 154                                         |                 | Рішення виконавчого комітету Київської міськради народних депутатів від 04.08.1980 № 1102 |
|       | Голосіївська Свято-Покровська пустинь: Затєвахіна, 14 | XVII — поч. XX ст.                                             | Затєвахіна Полковника вул., 14                                          |                 | |
| 731   | Будинок митрополита | 1840                                                           | Затєвахіна Полковника вул., 14                                          |                 | Наказ Головного управління охорони культурної спадщини від 25.09.2006 № 53 |
| 732   | Могила преподобного Олексія | поч. XX ст.                                                    | Затєвахіна Полковника вул., 14                                          |                 | Наказ Головного управління охорони культурної спадщини від 25.09.2006 № 53 |
| 733   | Могила преподобного Парфені | сер. XIX ст.                                                   | Затєвахіна Полковника вул., 14                                          |                 | Наказ Головного управління охорони культурної спадщини від 25.09.2006 № 53 |
| 734   | Китаївські печери | XVI-ХІІІ ст.                                                   | Китаїв (Урочище)                                                        |                 | Наказ Головного управління охорони культурної спадщини від 25.09.2006 № 53 |
| 735   | Монастир «Китаївська пустинь» | XIX-ХХ ст.                                                     | Китаївська вул., 15                                                     |                 | Наказ Головного управління охорони культурної спадщини від 25.06.2011 № 10/38-11 |
| 736   | Могила Яценка Іполита | 1875 р.                                                        | Китаївська вул., 15                                                     |                 | Наказ Головного управління охорони культурної спадщини від 25.06.2011 № 10/38-11 |
| 737   | Могила Модеста | 1871 р.                                                        | Китаївська вул., 15                                                     |                 | Наказ Головного управління охорони культурної спадщини від 25.06.2011 № 10/38-11 |
| 738   | Будинок-дача Грушевського М. С. | І половина XX ст.                                              | вул. Китаївська, 13/7                                                   |                 | Наказ Головного управління охорони культурної спадщини від 25.06.2011 № 10/38-11 |
| 739   | Китаївське городище та кургани епохи Київської Руси | X-XIII століття                                                | вул. Китаївська, 15                                                     | № 260026        | Постанова Кабінету Міністрів України від 03.09.2009 № 928 |
| 740   | Церква 12-ти апостолів з трапезною /корпус 4/ | 1833 рр.                                                       | вул. Китаївська, 15                                                     |                 | Наказ Головного управління охорони культурної спадщини від 25.06.2011 № 10/38-11 |
| 741   | Келійний корпус між трапезною та дзвіницею | 1845                                                           | вул. Китаївська, 15                                                     |                 | Наказ Головного управління охорони культурної спадщини від 25.06.2011 № 10/38-11 |
| 742   | Келії з кухнею | 1835                                                           | Китаївська вул., 15                                                     |                 | Наказ Головного управління охорони культурної спадщини від 25.06.2011 № 10/38-11 |
| 743   | Хлібопекарня (корпус 5-а) | 1835                                                           | Китаївська вул., 15                                                     |                 | Наказ Головного управління охорони культурної спадщини від 25.06.2011 № 10/38-11 |
| 744   | Дзвіниця Троїцької церкви (фундаменти) | 1829—1837 рр.                                                  | Китаївська вул., 15                                                     |                 | Наказ Головного управління охорони культурної спадщини від 25.06.2011 № 10/38-11 |
| 745   | Церква Троїцька | 1763—1767 рр.                                                  | Китаївська вул., 15                                                     | № 38            | Постанова Ради Міністрів УРСР від 24.08.1963 № 970 |
| 746   | Будинок настоятеля пустині | І половина XIX ст.                                             | Китаївська вул., 15                                                     |                 | Наказ Головного управління охорони культурної спадщини від 25.06.2011 № 10/38-11 |
| 747   | Корпус «старий» келійний /корпус 2/ | 1843—1844 рр.                                                  | Китаївська вул., 15                                                     |                 | Наказ Головного управління охорони культурної спадщини від 25.06.2011 № 10/38-11 |
| 748   | Братська лазня | 1870-ті рр.                                                    | Китаївська вул., 15                                                     |                 | Наказ Головного управління охорони культурної спадщини від 25.06.2011 № 10/38-11 |
| 749   | Корпус «новий» келійний /корпус 3/ | 1894                                                           | Китаївська вул., 15                                                     |                 | Наказ Головного управління охорони культурної спадщини від 25.06.2011 № 10/38-11 |
| 750   | Могила Досифея (Тяпкіної Дар'ї Василівни) | 1776 р., надгробок 1990-х рр.                                  | Китаївська вул., 15                                                     |                 | Наказ Головного управління охорони культурної спадщини від 25.09.2006 № 53 |
| 751   | Церква Св. Серафима Саровського | 1904                                                           | Китаївська вул., 32/1                                                   |                 | Наказ Головного управління охорони культурної спадщини від 25.06.2011 № 10/38-11 |
| 752   | Корпус «старий» шпиталю | II пол. XIX ст.                                                | Китаївська вул., 32/2                                                   |                 | Наказ Головного управління охорони культурної спадщини від 25.06.2011 № 10/38-11 |
| 753   | Корпус житловий на господарчому дворі | 1898                                                           | Китаївська вул., 32                                                     |                 | Наказ Головного управління охорони культурної спадщини від 25.06.2011 № 10/38-11 |
| 754   | Завод свічковий | 1870—1898 рр.                                                  | Китаївська вул., 32                                                     |                 | Наказ Головного управління охорони культурної спадщини від 25.06.2011 № 10/38-11 |
| 755   | Корпус «новий» шпиталю | 1871, 1900 рр.                                                 | Китаївська вул., 32/2                                                   |                 | Наказ Головного управління охорони культурної спадщини від 25.06.2011 № 10/38-11 |
| 756   | Притулок — ясла ім. Г. П. Гладинюка, де з 1922 р. містилися науково-дослідні установи | 1914- 15 рр.                                                   | Клінічна вул., 25а                                                      |                 | Наказ Головного управління охорони культурної спадщини від 25.09.2006 № 53 |
| 757   | Пам'ятник Казимиру Гапоненку, піонеру-герою | 1971                                                           | Козацька вул., 5                                                        |                 | Рішення виконавчого комітету Київської міськради народних депутатів від 22.02.1971 № 301 |
| 758   | Дзвіниця Свято-Пантелеймонівського монастиря (Феофанія) (фундаменти) | XIX ст.                                                        | Лебедєва Академіка вул., 18                                             |                 | Наказ Головного управління охорони культурної спадщини від 10.06.2011 № 10/34-11 (археологія) |
| 759   | Парк «Феофанія» | XIX ст.                                                        | Лебедєва Академіка вул.,                                                | № 0/0           | Постанова колегії Держкомприроди УРСР від 26.07.1972 № 22 |
| 760   | Готель | руб. XIX -ХХст.                                                | Лебедєва Академіка вул., 19                                             |                 | Наказ Головного управління охорони культурної спадщини від 10.06.2011 № 10/34-11 |
| 761   | Собор Свято-Пантелеймонівський | 1904—1914 рр.                                                  | Лебедєва Академіка вул., 25                                             | № 436-Кв        | Наказ Міністерства культури і туризму України від 16.06.2007 № 662/0/16-07 |
| 762   | Поселення | ІІІ тис. до н. е.                                              | Лиса гора                                                               |                 | Рішення виконавчого комітету Київської міськради народних депутатів від 17.11.1987 № 1112 |
| 763   | Пам'ятник чекістам, що загинули за Владу Рад | 1967                                                           | Либідська пл.                                                           |                 | Рішення виконавчого комітету Київської міськради народних депутатів від 27.01.1970 № 159 |
|       | Комплекс будівель Інституту онкології та радіології: Ломоносова, 33/34 |                                                                | Ломоносова вул., 33/34                                                  |                 | |
| 764   | Адміністративно-лабораторний корпус Інституту онкології та радіології | 1960-ті рр.                                                    | Ломоносова вул., 33/34                                                  |                 | Наказ Головного управління охорони культурної спадщини від 25.09.2006 № 53 |
| 765   | Клінічний корпус Інституту онкології та радіології, в якому працював Шевченко І. Д. — хірург, доктор медичних наук, професор, заслужений діяч науки УРСР | 1968                                                           | Ломоносова вул., 33/34                                                  |                 | Наказ Головного управління охорони культурної спадщини від 25.09.2006 № 53 |
| 766   | Будівля Інституту теоретичної фізики ім. М. Боголюбова, в якому працювали відомі вчені | 1970                                                           | Метрологічна вул., 14б                                                  |                 | Наказ Головного управління охорони культурної спадщини від 25.09.2006 № 53 історія монументальне мистецтво                                                                                                  |
| 767   | Будинок прибутковий | 1910-ті рр.                                                    | Микільсько-Ботанічна вул., 2                                            |                 | Наказ Головного управління охорони культурної спадщини від 25.09.2006 № 53 |
| 768   | Будинок прибутковий | 1910-ті рр.                                                    | Микільсько-Ботанічна вул., 3                                            |                 | Наказ Головного управління охорони культурної спадщини від 10.06.2011 № 10/34-11 |
| 769   | Будинок житловий | 1896                                                           | Микільсько-Ботанічна вул., 4                                            |                 | Наказ Управління охорони пам'яток історії, культури та історичного середовища від 26.10.2001 № 143 |
| 770   | Будинок житловий працівників Управління Київської дистанції будинків і споруд Південно-Західної залізниці | 1951—1958 рр.                                                  | Микільсько-Ботанічна вул., 5                                            |                 | Наказ Головного управління охорони культурної спадщини від 25.06.2011 № 10/38-11 |
| 771   | Будинок житловий працівників Управління Київської дистанції будинків і споруд Південно-Західної залізниці | 1951—1958 рр.                                                  | Микільсько-Ботанічна вул., 7/9                                          |                 | Наказ Головного управління охорони культурної спадщини від 25.06.2011 № 10/38-11 |
| 772   | Будинок житловий працівників Управління Київської дистанції будинків і споруд Південно-Західної залізниці | 1951—1958 рр.                                                  | Микільсько-Ботанічна вул., 11                                           |                 | Наказ Головного управління охорони культурної спадщини від 25.06.11 № 10/38-11 |
| 773   | Будинок прибутковий, в якому мешкали: у 1915—1962 рр. Букрєєв Б. Я., вчений-математик, педагог; до 1985 р. — Букрєєв Є. Б., терапевт, заслужений лікар | Кін. XIX століття, 1941 р. (надбудова)                         | Микільсько-Ботанічна вул., 10                                           |                 | Наказ Головного управління охорони культурної спадщини від 25.06.2011 № 10/38-11 |
| 774   | Флігель житловий, в якому проживали живописець Маслянников В. Л., мистецтвознавець, педагог Павлуцький Г. Г. | кін. XIX — поч. XX ст.                                         | Микільсько-Ботанічна вул., 11а                                          |                 | Наказ Головного управління охорони культурної спадщини від 25.09.2006 № 53 |
| 775   | Будинок, в якому мешкали: у 1956—1961 рр. Білецький О. І., літературознавець, академік; у 1974—1987 рр. — Штокало Й. З., математик, історик науки, академік | 1950-ті рр.                                                    | Микільсько-Ботанічна вул., 14                                           |                 | Рішення виконавчого комітету Київської міськради народних депутатів від 27.01.1970 № 159 |
| 776   | Будинок, в якому у 1970—1978 роках мешкала Федутенко Н. Н., гвардії майор, командир жіночої авіаескадрильї, Герой Радянського Союзу | кін. 1960-х років                                              | Микільсько-Ботанічна вул., 17/4                                         |                 | Наказ Головного управління охорони культурної спадщини від 25.06.2011 № 10/38-11 |
| 777   | Будинок житловий, в якому проживав Пилипенко А. Т., хімік, академік АН УРСР | 1975—1977 рр.                                                  | Микільсько-Ботанічна вул., 31                                           |                 | Наказ Головного управління охорони культурної спадщини від 25.09.2006 № 53 |
| 778   | Кондитерська фабрика ім. К.Маркса, народні ополченці якої брали участь в обороні м. Києва | 1941                                                           | Науки просп., 1/5                                                       |                 | Рішення виконавчого комітету Київської міськради народних депутатів від 21.08.1975 № 840 |
| 779   | Пам'ятне місце формування загонів народного ополчення Київської кондитерської фабрики | 1941                                                           | Науки просп., 1/5                                                       |                 | Наказ Головного управління охорони культурної спадщини від 25.09.2006 № 53 |
| 780   | Будинок Інституту фізичної хімії ім. Л.Писаржевського, в якому працювали академіки: у 1958—1969 рр. — Бродський О.; у 1958—1973 рр. — Ройтер В. та інші | 1958, добудова — 1969 рр.                                      | Науки просп., 31                                                        |                 | Рішення виконавчого комітету Київської міськради народних депутатів від 21.08.1975 № 840 |
| 781   | Будинок інституту напівпровідників, в якому працювали фізики-академіки: у 1962—1970 роках — В. Є. Лашкарьов, у 1962—1985 рр. — Пекар С. І. та інші відомі вчені | 1962                                                           | Науки просп., 45                                                        |                 | Рішення виконавчого комітету Київської міськради народних депутатів від 04.08.1980 № 1102 |
| 782   | Інститут фізики, в якому працювали відомі вчені: у 1959—1971 рр. Гольман О. І., у 1965—1970 рр. — Латишев Г. Д., у 1953—1961 рр. — Моргуліс Н.Д та інші | 1953                                                           | Науки просп., 46                                                        | № 297           | Розпорядження Київської міської державної адміністрації від 02.03.1999 № 302 |
| 783   | Інститут ядерних досліджень, в якому працювали відомі вчені | 1970 р.                                                        | Науки просп., 47                                                        |                 | Наказ Головного управління охорони культурної спадщини від 25.09.2006 № 53 |
| 784   | Адміністративний корпус Інституту ядерних досліджень, де працювали відомі вчені |                                                                | Науки просп., 47                                                        |                 | Наказ Головного управління охорони культурної спадщини від 25.09.2006 № 53 |
| 785   | Маріїнський дитячий притулок | 1881, 1899                                                     | Паньківська вул., 2                                                     |                 | Наказ Управління охорони пам'яток історії, культури та історичного середовища від 07.11.2001 № 153 |
| 786   | Будинок, в якому у 1949—1971 р. жив Микиша М. В., народний артист УРСР, співак, професор консерваторії; бували видатні культурні діячі: Лемешев С. Я., Козловський І. С., Гнатюк Д. М., Рильський М. Ф., Тичина П. Г. та ін.                                            | поч. XX ст.                                                    | Паньківська вул., 3                                                     |                 | Рішення виконавчого комітету Київської міськради народних депутатів від 04.08.1980 № 1102 |
| 787   | Будинок, в якому мешкали письменники, громадські діячі: Вороний М., Грінченко Б. Д.; Юркевич І., лікар, громадський діяч; у 1913—1914 рр. містилися редакції журналів «Світло» та «Сяйво»                                                                               | 1909—1910 рр., 2000-ні рр. (реконструкція, надбудова мансарди) | Паньківська вул., 8                                                     |                 | Наказ Головного управління охорони культурної спадщини від 25.06.2011 № 10/38-11 |
| 788   | Будинок, в якому мешкали: у 1918—1948 рр. родина Грушевських, істориків, громадських та культурних діячів; у 1918-23 рр. — Петрицький А. Г., живописець, художник театру, педагог та ін.                                                                                | 1900                                                           | Паньківська вул., 9                                                     | № 260037        | Постанова Кабінету Міністрів України від 03.09.2009 № 928 (історія) |
| 789   | Будинок, де у 1893—1894 рр. вів роботу марксистський гурток; у 1908—1912 рр. мешкав Василенко К. П. — громадський та політичний діяч | ІІ пол. XIX ст.                                                | Паньківська вул., 12                                                    |                 | Рішення виконавчого комітету Київської міськради народних депутатів від 30.07.1984 № 693 |
|       | Садиба міська: Паньківська, 14 |                                                                |                                                                         |                 | |
| 790   | Флігель | 1890—1891 рр.                                                  | Паньківська вул., 14-б                                                  |                 | Наказ Головного управління охорони культурної спадщини від 25.09.2006 № 53 |
| 791   | Будинок прибутковий | 1910-ті рр.                                                    | Паньківська вул., 17                                                    | № 241           | Рішення виконавчого комітету Київської міськради народних депутатів від 18.11.1986 № 1107 |
| 792   | Будинок прибутковий | 1911                                                           | Паньківська вул., 21/68                                                 | № 242           | Рішення виконавчого комітету Київської міськради народних депутатів від 18.11.1986 № 1107 |
|       | Національний музей архітектури і побуту України (с. Пирогово) |                                                                | с. Пирогово, вул. Красноземна                                           |                 | |
| 793   | Стайня полонина Германівка Верховинського р-ну Івано-Франківської обл. | поч. XX ст.                                                    | Пирогово                                                                |                 | Наказ Управління охорони пам'яток історії, культури та історичного середовища від 18.03.1999 № 16 |
| 794   | Садиба із с. Старокозаче Білгород-Дністровського р-ну Одеської обл |                                                                | Пирогово                                                                |                 | Наказ Управління охорони пам'яток історії, культури та історичного середовища від 18.03.1999 № 16 |
| 795   | Комора з с. Хижинці Лисянського р-ну Черкаської обл. | поч. XX ст.                                                    | Пирогово                                                                |                 | Наказ Управління охорони пам'яток історії, культури та історичного середовища від 18.03.1999 № 16 |
| 796   | Хата з с. Дударків Бориспільського р-ну Київської обл. | друга пол. XIX ст.                                             | Пирогово                                                                |                 | Наказ Управління охорони пам'яток історії, культури та історичного середовища від 18.03.1999 № 16 |
| 797   | Хлів з с. Пристроми Переяслав-Хмельницького р-ну Київської обл. | поч. XX ст.                                                    | Пирогово                                                                |                 | Наказ Управління охорони пам'яток історії, культури та історичного середовища від 18.03.1999 № 16 |
| 798   | Комора з с. Сухини Корсунь-Шевченківського р-ну Черкаської обл. | XIX ст.                                                        | Пирогово                                                                |                 | Наказ Управління охорони пам'яток історії, культури та історичного середовища від 18.03.1999 № 16 |
| 799   | Церква Покровська | 1792                                                           | Пирогово                                                                |                 | Рішення виконавчого комітету Київської міськради народних депутатів від 18.11.1986 № 1107 |
| 800   | Комора з с. Тецьке Старобільського р-ну Луганської обл. | поч. XX ст.                                                    | Пирогово                                                                |                 | Наказ Управління охорони пам'яток історії, культури та історичного середовища від 18.03.1999 № 16 |
| 801   | Клуня з с. Сахутівка Корюківського р-ну Чернігівської обл. | 1930-ті рр.                                                    | Пирогово                                                                |                 | Наказ Управління охорони пам'яток історії, культури та історичного середовища від 18.03.1999 № 16 |
| 802   | Гумно з с. Ларинівка | кін. XIX ст.                                                   | Пирогово                                                                |                 | Наказ Управління охорони пам'яток історії, культури та історичного середовища від 18.03.1999 № 16 |
| 803   | Комора з с. Грицаївка Білокуракінського р-ну Луганської обл. | поч. XX ст.                                                    | Пирогово                                                                |                 | Наказ Управління охорони пам'яток історії, культури та історичного середовища від 18.03.1999 № 16 |
| 804   | Садиба с. Кидаївці Хмельницької обл. | кін. XIX ст.                                                   | Пирогово                                                                |                 | Наказ Управління охорони пам'яток історії, культури та історичного середовища від 18.03.1999 № 16 |
| 805   | Садиба с. Яришів Хмельницької обл. | кін. XX ст.                                                    | Пирогово                                                                |                 | Наказ Управління охорони пам'яток історії, культури та історичного середовища від 18.03.1999 № 16 |
| 806   | Садиба с. Пужайкове Одеської обл. | сер. XIX ст.                                                   | Пирогово                                                                |                 | Наказ Управління охорони пам'яток історії, культури та історичного середовища від 18.03.1999 № 16 |
| 807   | Садиба с. Кришенці Хмельницька обл. | кін. XVIII ст.                                                 | Пирогово                                                                |                 | Наказ Управління охорони пам'яток історії, культури та історичного середовища від 18.03.1999 № 16 |
| 808   | Саж з с. Хворостянка | поч. XX ст.                                                    | Пирогово                                                                |                 | Наказ Управління охорони пам'яток історії, культури та історичного середовища від 18.03.1999 № 16 |
| 809   | Хлів з с. Рижки | 1948                                                           | Пирогово                                                                |                 | Наказ Управління охорони пам'яток історії, культури та історичного середовища від 18.03.1999 № 16 |
| 810   | Хата з с. Красна Попівка Кремінського р-ну Луганська обл. | кін. XIX ст.                                                   | Пирогово                                                                |                 | Наказ Управління охорони пам'яток історії, культури та історичного середовища від 18.03.1999 № 16 |
| 811   | Саж з с. Новоахтирка Новоайдарського р-ну Луганської обл. | поч. XX ст.                                                    | Пирогово                                                                |                 | Наказ Управління охорони пам'яток історії, культури та історичного середовища від 18.03.1999 № 16 |
| 812   | Комора з с. Олексіївка Білокуракінського р-ну Луганської обл. | поч. XX ст.                                                    | Пирогово                                                                |                 | Наказ Управління охорони пам'яток історії, культури та історичного середовища від 18.03.1999 № 16 |
| 813   | Саж з с. Зіньків Зіньковецького р-ну Полтавської обл. | поч. XX ст.                                                    | Пирогово                                                                |                 | Наказ Управління охорони пам'яток історії, культури та історичного середовища від 18.03.1999 № 16 |
| 814   | Комора з с. Бірки Зіньковецького р-ну Полтавської обл. | поч. XX ст.                                                    | Пирогово                                                                |                 | Наказ Управління охорони пам'яток історії, культури та історичного середовища від 18.03.1999 № 16 |
| 815   | Колодязь з с. Тарасівка Зіньковецького р-ну Полтавської обл. | поч. XX ст.                                                    | Пирогово                                                                |                 | Наказ Управління охорони пам'яток історії, культури та історичного середовища від 18.03.1999 № 16 |
| 816   | Саж з с. Глинськ Роменського р-ну Сумської обл. | поч. XX ст.                                                    | Пирогово                                                                |                 | Наказ Управління охорони пам'яток історії, культури та історичного середовища від 18.03.1999 № 16 |
| 817   | Комора з с. Савинці Миргородського р-ну Полтавської обл. | поч. XX ст.                                                    | Пирогово                                                                |                 | Наказ Управління охорони пам'яток історії, культури та історичного середовища від 18.03.1999 № 16 |
| 818   | Криниця з с. Тарасівка Зіньківського р-ну Полтавської обл. | поч. XX ст.                                                    | Пирогово                                                                |                 | Наказ Управління охорони пам'яток історії, культури та історичного середовища від 18.03.1999 № 16 |
| 819   | Курінь з с. Корошине Олевського р-ну Житомирської обл. | реконструкція народними майстрами                              | Пирогово                                                                |                 | Наказ Управління охорони пам'яток історії, культури та історичного середовища від 18.03.1999 № 16 |
| 820   | Млин (не закінчений) з с. Об'єднане Новгород-Сіверського р-ну Волинської обл. | поч. XX ст.                                                    | Пирогово                                                                |                 | Наказ Управління охорони пам'яток історії, культури та історичного середовища від 18.03.1999 № 16 |
| 821   | Шпихлір з с. Самари Ратнівського р-ну Волинської обл. | кін. XIX ст.                                                   | Пирогово                                                                |                 | Наказ Управління охорони пам'яток історії, культури та історичного середовища від 18.03.1999 № 16 |
| 822   | Клуня з с. Видраниця Старовижівського р-ну Волинської обл. | сер. XIX ст.                                                   | Пирогово                                                                |                 | Наказ Управління охорони пам'яток історії, культури та історичного середовища від 18.03.1999 № 16 |
| 823   | Кузня з с. Залюття Старовижівського р-ну Волинської обл. | 1918—1919 рр.                                                  | Пирогово                                                                |                 | Наказ Управління охорони пам'яток історії, культури та історичного середовища від 18.03.1999 № 16 |
|       | Тік з с. Більськ Рокитнівського р-ну Рівненської обл. | 1919                                                           | Пирогово                                                                |                 | |
| 824   | Хлів з с. Біловіж Рокитнівського р-ну Рівненської обл. | кін. 18 — поч. XIX ст.                                         | Пирогово                                                                |                 | Наказ Управління охорони пам'яток історії, культури та історичного середовища від 18.03.1999 № 16 |
|       | Тік з с. Біловіж Рокитнівського р-ну Рівненської обл. | кін. XIX ст.                                                   | Пирогово                                                                |                 | |
| 825   | Стебка з с. Познань Рокитнівського р-ну Рівненської обл. | кін. XIX ст.                                                   | Пирогово                                                                |                 | Наказ Управління охорони пам'яток історії, культури та історичного середовища від 18.03.1999 № 16 |
| 826   | Клуня з с. Карацюбин Коропського р-ну Чернігівської обл. | кін. XIX ст.                                                   | Пирогово                                                                |                 | Наказ Управління охорони пам'яток історії, культури та історичного середовища від 18.03.1999 № 16 |
| 827   | Баня з с. Махайлівка Олевського р-ну Житомирської обл |                                                                | Пирогово                                                                |                 | Наказ Управління охорони пам'яток історії, культури та історичного середовища від 18.03.1999 № 16 |
| 828   | Хлівчук з с. Грабунь Рокитнівського р-ну Рівненської обл. | 1932—1933 рр.                                                  | Пирогово                                                                |                 | Наказ Управління охорони пам'яток історії, культури та історичного середовища від 18.03.1999 № 16 |
| 829   | Стебка з с. Юрове Олевського р-ну Житомирської обл. | сер. XX ст.                                                    | Пирогово                                                                |                 | Наказ Управління охорони пам'яток історії, культури та історичного середовища від 18.03.1999 № 16 |
| 830   | Тік з с. Озеряни Олевського р-ну Житомирської обл. | XIX ст.                                                        | Пирогово                                                                |                 | |
| 831   | Стебка (льох) з с. Нестеба Рокитнівського р-ну Рівненської обл. | XX ст.                                                         | Пирогово                                                                |                 | Наказ Управління охорони пам'яток історії, культури та історичного середовища від 18.03.1999 № 16 |
| 832   | Дзвіниця з с. Великий Жжолудськ Володимирецького р-ну Рівненської обл. | 1877                                                           | Пирогово                                                                |                 | Наказ Управління охорони пам'яток історії, культури та історичного середовища від 18.03.1999 № 16 |
| 833   | Стебка з с. Мединівка Коростенського р-ну Житомирської обл. | кін. XIX ст.                                                   | Пирогово                                                                |                 | Наказ Управління охорони пам'яток історії, культури та історичного середовища від 18.03.1999 № 16 |
| 834   | Амбар з с. Бигоща Рильського р-ну Курської обл. |                                                                | Пирогово                                                                |                 | Наказ Управління охорони пам'яток історії, культури та історичного середовища від 18.03.1999 № 16 |
| 835   | Шопа з с. Слобода-Іванківецька Ново-Ушинського р-ну Хмельницької обл. | кін. XIX ст.                                                   | Пирогово                                                                |                 | Наказ Управління охорони пам'яток історії, культури та історичного середовища від 18.03.1999 № 16 |
| 836   | Вітряк із с. Лівенці Кельменецького р-ну Чернівецької обл. | поч. XX ст.                                                    | Пирогово                                                                |                 | Наказ Управління охорони пам'яток історії, культури та історичного середовища від 18.03.1999 № 16 |
| 837   | Садиба з Східної Бойківщини | XIX ст.                                                        | Пирогово                                                                |                 | Наказ Управління охорони пам'яток історії, культури та історичного середовища від 18.03.1999 № 16 |
| 838   | Садиба з Гуцульщини (с. Бережниця Івано-Франківської обл.) | XVII—XIX ст.                                                   | Пирогово                                                                |                 | Наказ Управління охорони пам'яток історії, культури та історичного середовища від 18.03.1999 № 16 |
| 839   | Садиба з Гуцульщини | XIX ст.                                                        | Пирогово                                                                |                 | Наказ Управління охорони пам'яток історії, культури та історичного середовища від 18.03.1999 № 16 |
| 840   | Садиба з с. Старокозаче Одеської обл. |                                                                | Пирогово                                                                |                 | Наказ Управління охорони пам'яток історії, культури та історичного середовища від 18.03.1999 № 16 |
| 841   | Гражда з с. Яворів Косівського р-ну Івано-Франківської обл. | поч. XX ст.                                                    | Пирогово                                                                |                 | Наказ Управління охорони пам'яток історії, культури та історичного середовища від 18.03.1999 № 16 |
| 842   | Водяний млин із с. Снидів Косівського р-ну Івано-Франківської обл. | поч. XX ст.                                                    | Пирогово                                                                |                 | Наказ Управління охорони пам'яток історії, культури та історичного середовища від 18.03.1999 № 16 |
| 843   | Водяний млин із с. Пилипець Межигірського р-ну Закарпатської обл. | поч. XX ст.                                                    | Пирогово                                                                |                 | Наказ Управління охорони пам'яток історії, культури та історичного середовища від 18.03.1999 № 16 |
| 844   | Повітка з с. Стоп'яги Переяслав-Хмельницького р-ну Київської обл. | поч. XX ст.                                                    | Пирогово                                                                |                 | Наказ Управління охорони пам'яток історії, культури та історичного середовища від 18.03.1999 № 16 |
| 845   | Садиба з Центральної Бойківщини Львівська обл. | поч. XX ст.                                                    | Пирогово                                                                |                 | Наказ Управління охорони пам'яток історії, культури та історичного середовища від 18.03.1999 № 16 |
| 846   | Комора з с. Мала Каратуль Переяслав-Хмельницького р-ну Київської обл. | поч. XX ст.                                                    | Пирогово                                                                |                 | Наказ Управління охорони пам'яток історії, культури та історичного середовища від 18.03.1999 № 16 |
| 847   | Комора з с. Клепачі Лубенського р-ну Полтавської обл. | поч. XX ст.                                                    | Пирогово                                                                |                 | Наказ Управління охорони пам'яток історії, культури та історичного середовища від 18.03.1999 № 16 |
| 848   | Саж з с. Журавка Городищенського р-ну Черкаського р-ну | кін. XIX поч. XX ст.                                           | Пирогово                                                                |                 | Наказ Управління охорони пам'яток історії, культури та історичного середовища від 18.03.1999 № 16 |
| 849   | Комора з с. Молодецьке Монастирищенського р-ну Черкаської обл. | кін. XIX ст.                                                   | Пирогово                                                                |                 | Наказ Управління охорони пам'яток історії, культури та історичного середовища від 18.03.1999 № 16 |
| 850   | Хати з с. Старі Бабини Уманського р-ну Черкаської обл. | кін. XIX ст.                                                   | Пирогово                                                                |                 | Наказ Управління охорони пам'яток історії, культури та історичного середовища від 18.03.1999 № 16 |
|       | Хата з с. Яснозіря Черкаського р-ну Черкаської обл. з садиби № 2. | поч. XX ст.                                                    | Пирогово                                                                |                 | |
| 851   | Саж з с. Клепачі Лубенського р-ну Полтавської обл. | поч. XX ст.                                                    | Пирогово                                                                |                 | Наказ Управління охорони пам'яток історії, культури та історичного середовища від 18.03.1999 № 16 |
| 852   | Пивниця з с. Медведівці Мукачівського р-ну Закарпатської обл. | кін. XIX — поч. XX ст.                                         | Пирогово                                                                |                 | Наказ Управління охорони пам'яток історії, культури та історичного середовища від 18.03.1999 № 16 |
| 853   | Хата з с. Велика Павлівка Зіньківського р-ну Полтавської обл. | кін. XIX ст.                                                   | Пирогово                                                                |                 | Наказ Управління охорони пам'яток історії, культури та історичного середовища від 18.03.1999 № 16 |
| 854   | Садиба з Центральної Буковини | поч. XX ст                                                     | Пирогово                                                                |                 | Наказ Управління охорони пам'яток історії, культури та історичного середовища від 18.03.1999 № 16 |
| 855   | Саж з с. Велика Павлівка Зіньківського р-ну Полтавської обл. | поч. XX ст.                                                    | Пирогово                                                                |                 | Наказ Управління охорони пам'яток історії, культури та історичного середовища від 18.03.1999 № 16 |
| 856   | Комора з с. Деревки Котелевського р-ну Полтавської обл. | поч. XX ст.                                                    | Пирогово                                                                |                 | Наказ Управління охорони пам'яток історії, культури та історичного середовища від 18.03.1999 № 16 |
| 857   | Саж з с. Вельбівка Гадацького р-ну Полтавської обл. | поч. XX ст.                                                    | Пирогово                                                                |                 | Наказ Управління охорони пам'яток історії, культури та історичного середовища від 18.03.1999 № 16 |
| 858   | Хата з с. Ревазівка Новосанжарського р-ну Полтавської обл. | кін. XIX ст                                                    | Пирогово                                                                |                 | Наказ Управління охорони пам'яток історії, культури та історичного середовища від 18.03.1999 № 16 |
| 859   | Комора з с. Нові Санжари Новосанжарського р-ну Полтавської обл. | поч. XX ст.                                                    | Пирогово                                                                |                 | Наказ Управління охорони пам'яток історії, культури та історичного середовища від 18.03.1999 № 16 |
| 860   | Комора з с. Судывка Новосанжарського р-ну Полтавськоъ обл. | поч. XX ст.                                                    | Пирогово                                                                |                 | Наказ Управління охорони пам'яток історії, культури та історичного середовища від 18.03.1999 № 16 |
| 861   | Хата з с. Кунцеве Новосанжарського р-ну Полтавської обл. | кін. XIX — поч. XX ст.                                         | Пирогово                                                                |                 | Наказ Управління охорони пам'яток історії, культури та історичного середовища від 18.03.1999 № 16 |
| 862   | Гамазей з с. Рудницьке Боришівського р-ну Київської обл. | кін. XIX ст.                                                   | Пирогово                                                                |                 | Наказ Управління охорони пам'яток історії, культури та історичного середовища від 18.03.1999 № 16 |
| 863   | Садиба з Центральної Бойківщини (с. Рекіти Закарпатської обл.) | 1841                                                           | Пирогово                                                                |                 | Наказ Управління охорони пам'яток історії, культури та історичного середовища від 18.03.1999 № 16 |
| 864   | Садиба з підгірської Буковини Чернівецької обл. | Кін XIX ст.                                                    | Пирогово                                                                |                 | Наказ Управління охорони пам'яток історії, культури та історичного середовища від 18.03.1999 № 16 |
| 865   | Школа з с. Лоташове Тальнівського р-ну Київської обл. | 80 роки XIX ст.                                                | Пирогово                                                                |                 | Наказ Управління охорони пам'яток історії, культури та історичного середовища від 18.03.1999 № 16 |
| 866   | Церква з с. Дорочинка Фастівського р-ну Київської обл. | 1600                                                           | Пирогово                                                                |                 | Наказ Управління охорони пам'яток історії, культури та історичного середовища від 18.03.1999 № 16 |
| 867   | Садиба з с. Стеблівка Закарпатської обл. |                                                                | Пирогово                                                                |                 | Наказ Управління охорони пам'яток історії, культури та історичного середовища від 18.03.1999 № 16 |
| 868   | Садиба з с. Теребля Закарпатської обл. | кін. XIX — поч. XX ст.                                         | Пирогово                                                                |                 | Наказ Управління охорони пам'яток історії, культури та історичного середовища від 18.03.1999 № 16 |
| 869   | Саж з с. Стоп'яги Переяслав-Хмельницького р-ну Київської обл. | поч. XX ст.                                                    | Пирогово                                                                |                 | Наказ Управління охорони пам'яток історії, культури та історичного середовища від 18.03.1999 № 16 |
| 870   | Садиба з с. Медведівці Закарпатської обл. | кін. 19-поч. XX ст.                                            | Пирогово                                                                |                 | Наказ Управління охорони пам'яток історії, культури та історичного середовища від 18.03.1999 № 16 |
| 871   | Садиба з Центральної Бойківщини (с. Розтоки Закарпатської обл.) | XIX ст.                                                        | Пирогово                                                                |                 | Наказ Управління охорони пам'яток історії, культури та історичного середовища від 18.03.1999 № 16 |
| 872   | Садиба з Лубенщини Полтавської обл. | кін. XIX ст.                                                   | Пирогово                                                                |                 | Наказ Управління охорони пам'яток історії, культури та історичного середовища від 18.03.1999 № 16 |
| 873   | Садиба с. Ревазівка Новосанжарського р-ну Полтавської обл. | кін. XIX ст.                                                   | Пирогово                                                                |                 | Наказ Управління охорони пам'яток історії, культури та історичного середовища від 18.03.1999 № 16 |
| 874   | Колиба з уроч. Волове Верховинського р-ну Івано-Франківської обл. | поч. XX ст.                                                    | Пирогово                                                                |                 | Наказ Управління охорони пам'яток історії, культури та історичного середовища від 18.03.1999 № 16 |
| 875   | Колиба з уроч. Волове Верховинського р-ну Івано-Франківської обл. | поч. XX ст.                                                    | Пирогово                                                                |                 | Наказ Управління охорони пам'яток історії, культури та історичного середовища від 18.03.1999 № 16 |
| 876   | Церква з с. Канора Воловецького р-ну Закарпатської обл. | 1792                                                           | Пирогово                                                                |                 | Наказ Управління охорони пам'яток історії, культури та історичного середовища від 18.03.1999 № 16 |
| 877   | Млин з с. Пилипець Межгірського р-ну Закарпатської обл. | XIX ст.                                                        | Пирогово                                                                |                 | Наказ Управління охорони пам'яток історії, культури та історичного середовища від 18.03.1999 № 16 |
| 878   | Комора з с. Княже Снятинського р-ну Івано-Франківської обл. | поч. XX ст.                                                    | Пирогово                                                                |                 | Наказ Управління охорони пам'яток історії, культури та історичного середовища від 18.03.1999 № 16 |
| 879   | Пасічина з с. Шепіт Косівського р-ну Івано-Франківської обл. | поч. XX ст.                                                    | Пирогово                                                                |                 | Наказ Управління охорони пам'яток історії, культури та історичного середовища від 18.03.1999 № 16 |
| 880   | Садиба з с. Дударків Бориспільського р-ну Київської обл. |                                                                | Пирогово                                                                |                 | Наказ Управління охорони пам'яток історії, культури та історичного середовища від 18.03.1999 № 16 |
| 881   | Садиба с. Кунцеве Новосанжарського р-ну Полтавської обл. | кін. 19 — поч. XX ст.                                          | Пирогово                                                                |                 | Наказ Управління охорони пам'яток історії, культури та історичного середовища від 18.03.1999 № 16 |
| 882   | Пастирка з м. Рахів (райцентр) Закарпатської обл. | XIX ст.                                                        | Пирогово                                                                |                 | Наказ Управління охорони пам'яток історії, культури та історичного середовища від 18.03.1999 № 16 |
| 883   | Садиба с. Шишаки Полтавської обл. | кін. XIX ст.                                                   | Пирогово                                                                |                 | Наказ Управління охорони пам'яток історії, культури та історичного середовища від 18.03.1999 № 16 |
| 884   | Садиба с. Лемохівка Полтавської обл. | кін.19 — поч. XX ст.                                           | Пирогово                                                                |                 | Наказ Управління охорони пам'яток історії, культури та історичного середовища від 18.03.1999 № 16 |
| 885   | Садиба с. Велика Павлівка Полтавської обл. | кін. 19 — поч. XX ст.                                          | Пирогово                                                                |                 | Наказ Управління охорони пам'яток історії, культури та історичного середовища від 18.03.1999 № 16 |
| 886   | Садиба з с. Попівка Зіньківського р-ну Полтавської обл. | кін. XIX ст.                                                   | Пирогово                                                                |                 | Наказ Управління охорони пам'яток історії, культури та історичного середовища від 18.03.1999 № 16 |
| 887   | Садиба с. Бобрівник Полтавської обл. | кін. 19 — поч. XX ст.                                          | Пирогово                                                                |                 | Наказ Управління охорони пам'яток історії, культури та історичного середовища від 18.03.1999 № 16 |
| 888   | Садиба с. Новоахтирка Луганської обл. | кін. 19 — поч. XX ст.                                          | Пирогово                                                                |                 | Наказ Управління охорони пам'яток історії, культури та історичного середовища від 18.03.1999 № 16 |
| 889   | Садиба с. Красна Попівка | кін. 19 — поч. XX ст.                                          | Пирогово                                                                |                 | Наказ Управління охорони пам'яток історії, культури та історичного середовища від 18.03.1999 № 16 |
| 890   | Садиба з Подесення Чернігівської обл. | 30 рр. XX ст.                                                  | Пирогово                                                                |                 | Наказ Управління охорони пам'яток історії, культури та історичного середовища від 18.03.1999 № 16 |
| 891   | Садиба з Лівобережного Полісся Чернігівської обл. | кін. XIX ст.                                                   | Пирогово                                                                |                 | Наказ Управління охорони пам'яток історії, культури та історичного середовища від 18.03.1999 № 16 |
| 892   | Вітряк з с. Городище |                                                                | Пирогово                                                                |                 | Наказ Управління охорони пам'яток історії, культури та історичного середовища від 18.03.1999 № 16 |
| 893   | Садиба з Уманьщини Черкаської обл. | кін. XIX ст.                                                   | Пирогово                                                                |                 | Наказ Управління охорони пам'яток історії, культури та історичного середовища від 18.03.1999 № 16 |
| 894   | Садиба з південної Уманщини Черкаської обл. | XVIII ст.                                                      | Пирогово                                                                |                 | Наказ Управління охорони пам'яток історії, культури та історичного середовища від 18.03.1999 № 16 |
| 895   | Садиба з с. Яснозір'я(2) Черкаського р-ну Черкаської обл. | поч. XX ст.                                                    | Пирогово                                                                |                 | Наказ Управління охорони пам'яток історії, культури та історичного середовища від 18.03.1999 № 16 |
| 896   | Садиба с. Хрешатик Черкаського р-ну Черкаської обл. | кін. XVIII ст.                                                 | Пирогово                                                                |                 | Наказ Управління охорони пам'яток історії, культури та історичного середовища від 18.03.1999 № 16 |
| 897   | Садиба з с. Яснозір'я(1) Черкаського р-ну Черкаської обл. | поч. XX ст.                                                    | Пирогово                                                                |                 | Наказ Управління охорони пам'яток історії, культури та історичного середовища від 20.08.1999 № 61 |
| 898   | Садиба с. Шевченкове Звенигородського р-ну Черкаської обл. | XIX ст.                                                        | Пирогово                                                                |                 | Наказ Управління охорони пам'яток історії, культури та історичного середовища від 18.03.1999 № 16 |
| 899   | Садиба с. Таборів Сквирськогор-ну Київської обл. |                                                                | Пирогово                                                                |                 | Наказ Управління охорони пам'яток історії, культури та історичного середовища від 18.03.1999 № 16 |
| 900   | Вітряк з с. Благовіщенка Куйбешивського р-ну Запорізької обл. |                                                                | Пирогово                                                                |                 | Наказ Управління охорони пам'яток історії, культури та історичного середовища від 18.03.1999 № 16 |
| 901   | Млин з с. Снідавка Косівського р-ну Івано-Франківської обл. | поч. XX ст.                                                    | Пирогово                                                                |                 | Наказ Управління охорони пам'яток історії, культури та історичного середовища від 18.03.1999 № 16 |
| 902   | Вітряк з с. Вільшана Куп'янського р-ну Волинської обл. | поч. XX ст.                                                    | Пирогово                                                                |                 | Наказ Управління охорони пам'яток історії, культури та історичного середовища від 18.03.1999 № 16 |
| 903   | Вітряк із хут. Кудрявий Охтирського р-ну Сумської обл. |                                                                | Пирогово                                                                |                 | Наказ Управління охорони пам'яток історії, культури та історичного середовища від 18.03.1999 № 16 |
| 904   | Комора з с. Радіонівка Акимівського р-ну Запорізької обл. |                                                                | Пирогово                                                                |                 | Наказ Управління охорони пам'яток історії, культури та історичного середовища від 18.03.1999 № 16 |
| 905   | Садиба з Переяславщини Київської обл. | поч. XX ст.                                                    | Пирогово                                                                |                 | Наказ Управління охорони пам'яток історії, культури та історичного середовища від 18.03.1999 № 16 |
| 906   | Садиба з Лівобережної Київщини | поч. XX ст.                                                    | Пирогово                                                                |                 | Наказ Управління охорони пам'яток історії, культури та історичного середовища від 18.03.1999 № 16 |
| 907   | Бухня с. Шипіт Косівського р-ну Івано-Франківської обл. | XIX ст.                                                        | Пирогово                                                                |                 | Наказ Управління охорони пам'яток історії, культури та історичного середовища від 18.03.1999 № 16 |
| 908   | Кузня з с. Дземброня Верховинського р-ну Івано-Франківської обл. | поч. XX ст.                                                    | Пирогово                                                                |                 | Наказ Управління охорони пам'яток історії, культури та історичного середовища від 18.03.1999 № 16 |
| 909   | Бухня з смт. Верховина (райцентр) Івано-Франківської обл. | поч. XX ст.                                                    | Пирогово                                                                |                 | Наказ Управління охорони пам'яток історії, культури та історичного середовища від 18.03.1999 № 16 |
| 910   | Комора з с. Студениці Кам'янець_Подільського р-ну | сер. XIX ст.                                                   | Пирогово                                                                |                 | Наказ Управління охорони пам'яток історії, культури та історичного середовища від 18.03.1999 № 16 |
| 911   | Комора з с. Пужайкове Балтського р-ну Одеської обл. | поч. XX ст.                                                    | Пирогово                                                                |                 | Наказ Управління охорони пам'яток історії, культури та історичного середовища від 18.03.1999 № 16 |
| 912   | Комора з с. Коритне Вижницького р-ну Чернівецької обл. | поч. XX ст.                                                    | Пирогово                                                                |                 | Наказ Управління охорони пам'яток історії, культури та історичного середовища від 18.03.1999 № 16 |
| 913   | Комора з с. Великий Кучерів Чернівецької обл. | поч. XX ст.                                                    | Пирогово                                                                |                 | Наказ Управління охорони пам'яток історії, культури та історичного середовища від 18.03.1999 № 16 |
| 914   | Хата-млин з с. Ломачинці Сокирнянського р-ну Чернівецької обл. |                                                                | Пирогово                                                                |                 | Наказ Управління охорони пам'яток історії, культури та історичного середовища від 18.03.1999 № 16 |
| 915   | Водяний млин з с. Ломачинці Сокирянського р-ну Чернівецької обл. |                                                                | Пирогово                                                                |                 | Наказ Управління охорони пам'яток історії, культури та історичного середовища від 18.03.1999 № 16 |
| 916   | Куча з с. Збруч Кам'янець- Подільського р-ну Хмельницької обл. | поч. XX ст.                                                    | Пирогово                                                                |                 | Наказ Управління охорони пам'яток історії, культури та історичного середовища від 18.03.1999 № 16 |
| 917   | Криниця з с. Лисничівка Балтського р-ну Одеської обл. | поч. XX ст.                                                    | Пирогово                                                                |                 | Наказ Управління охорони пам'яток історії, культури та історичного середовища від 18.03.1999 № 16 |
| 918   | Шопа з с. Пужайкове Балтського р-ну Одеської обл. | поч. XX ст.                                                    | Пирогово                                                                |                 | Наказ Управління охорони пам'яток історії, культури та історичного середовища від 18.03.1999 № 16 |
| 919   | Стодола з с. Мирони Балтського р-ну Одеської обл. | поч. XX ст.                                                    | Пирогово                                                                |                 | Наказ Управління охорони пам'яток історії, культури та історичного середовища від 18.03.1999 № 16 |
| 920   | Комора з с. Стеблівка Хустського р-ну Закарпатської обл. | сер. XIX ст.                                                   | Пирогово                                                                |                 | Наказ Управління охорони пам'яток історії, культури та історичного середовища від 18.03.1999 № 16 |
| 921   | Куча з с. Грушка Кам'янець-Подільського р-ну Хмельницької обл. | поч. XX ст.                                                    | Пирогово                                                                |                 | Наказ Управління охорони пам'яток історії, культури та історичного середовища від 18.03.1999 № 16 |
| 922   | Шопаз с. Теремці Ка'янець-Подільського р-ну Хмельницької обл. | поч. XX ст.                                                    | Пирогово                                                                |                 | Наказ Управління охорони пам'яток історії, культури та історичного середовища від 18.03.1999 № 16 |
| 923   | Комора з с. Баговиця Кам'янець-Подільського р-ну Хмельницької обл. | поч. XX ст.                                                    | Пирогово                                                                |                 | Наказ Управління охорони пам'яток історії, культури та історичного середовища від 18.03.1999 № 16 |
| 924   | Курник з с. Цибулівка Кам'янець-Подільського р-ну Хмельницької обл. |                                                                | Пирогово                                                                |                 | Наказ Управління охорони пам'яток історії, культури та історичного середовища від 18.03.1999 № 16 |
| 925   | Шопа з с. Барсуки Ново-Ушинського р-ну Хмельницької обл. | 1900                                                           | Пирогово                                                                |                 | Наказ Управління охорони пам'яток історії, культури та історичного середовища від 18.03.1999 № 16 |
| 926   | Куча з с. Студениці Кам'янець-Подільського р-ну Хмельницької обл. | поч. XX ст.                                                    | Пирогово                                                                |                 | Наказ Управління охорони пам'яток історії, культури та історичного середовища від 18.03.1999 № 16 |
| 927   | Куча з с. Лядове Могилів-Подільського р-ну Хмельницької обл. | поч. XX ст.                                                    | Пирогово                                                                |                 | Наказ Управління охорони пам'яток історії, культури та історичного середовища від 18.03.1999 № 16 |
| 928   | Стодола з с. Врублівці Кам'янець-Подільського р-ну Хмельницької обл. | кін. XIX ст.                                                   | Пирогово                                                                |                 | Наказ Управління охорони пам'яток історії, культури та історичного середовища від 18.03.1999 № 16 |
| 929   | Садиба з Житомирщини | XIX ст                                                         | Пирогово                                                                |                 | Наказ Управління охорони пам'яток історії, культури та історичного середовища від 18.03.1999 № 16 |
| 930   | Шопа з с. Ясінь Рожнятівського р-ну Івано-Франківської обл. | поч. XX ст.                                                    | Пирогово                                                                |                 | Наказ Управління охорони пам'яток історії, культури та історичного середовища від 18.03.1999 № 16 |
| 931   | Комплекс монументальних будівель з Правобережного Полісся | XVII — XVIII ст.                                               | Пирогово                                                                |                 | Наказ Комітету охорони і реставрації пам'яток історії, культури та історичного середовища від 16.05.1994 № 10                                                                                               |
| 932   | Садиба з Правобережного Полісся | XIX — поч. XX ст.                                              | Пирогово                                                                |                 | Наказ Управління охорони пам'яток історії, культури та історичного середовища від 18.03.1999 № 16 |
| 933   | Садиба пасічника з Прип'ятського Полісся | XIX — поч. XX ст.                                              | Пирогово                                                                |                 | Наказ Управління охорони пам'яток історії, культури та історичного середовища від 18.03.1999 № 16 |
| 934   | Дворище з Прип'ятського Полісся | кін. XVII- кін. XIX ст.                                        | Пирогово                                                                |                 | Наказ Управління охорони пам'яток історії, культури та історичного середовища від 18.03.1999 № 16 |
| 935   | Садиба з Волинського Полісся | XIX ст.                                                        | Пирогово                                                                |                 | Наказ Управління охорони пам'яток історії, культури та історичного середовища від 18.03.1999 № 16 |
| 936   | Садиба з Берестейщини Волинської обл. |                                                                | Пирогово                                                                |                 | Наказ Управління охорони пам'яток історії, культури та історичного середовища від 18.03.1999 № 16 |
| 937   | Комора з с. Верх. Ясенів Косівського р-ну Івано-Франківської обл. | поч. XX ст.                                                    | Пирогово                                                                |                 | Наказ Управління охорони пам'яток історії, культури та історичного середовища від 18.03.1999 № 16 |
| 938   | Хлів з с. Стеблівка Хустського р-ну Закарпатської обл. | поч. XIX ст.                                                   | Пирогово                                                                |                 | Наказ Управління охорони пам'яток історії, культури та історичного середовища від 18.03.1999 № 16 |
| 939   | Стайня з с. Небелів Рожнатівського р-ну Івано-Франківської обл. | XIX ст.                                                        | Пирогово                                                                |                 | Наказ Управління охорони пам'яток історії, культури та історичного середовища від 18.03.1999 № 16 |
| 940   | Куча з с. Куча Сколівського р-ну Львівської обл. | поч. XX ст.                                                    | Пирогово                                                                |                 | Наказ Управління охорони пам'яток історії, культури та історичного середовища від 18.03.1999 № 16 |
| 941   | Стайня з с. Славське Сколівського р-ну Львівської обл. | поч. XX ст.                                                    | Пирогово                                                                |                 | Наказ Управління охорони пам'яток історії, культури та історичного середовища від 18.03.1999 № 16 |
| 942   | Пчольник з с. Рекіти Межигірського р-ну Закарпатської обл. | поч. XX ст.                                                    | Пирогово                                                                |                 | Наказ Управління охорони пам'яток історії, культури та історичного середовища від 18.03.1999 № 16 |
| 943   | Стайня з с. Пилипець Міжгірського р-ну Закарпатської обл. | поч. XX ст.                                                    | Пирогово                                                                |                 | Наказ Управління охорони пам'яток історії, культури та історичного середовища від 18.03.1999 № 16 |
| 944   | Садиба с. Гарячинці Хмельницької обл. | кін. XIX ст.                                                   | Пирогово                                                                |                 | Наказ Управління охорони пам'яток історії, культури та історичного середовища від 18.03.1999 № 16 |
| 945   | Комора з с. Медведівці Мукацівського р-ну Закарпатської обл. | кін. XIX — поч. XX ст.                                         | Пирогово                                                                |                 | Наказ Управління охорони пам'яток історії, культури та історичного середовища від 18.03.1999 № 16 |
| 946   | Криниця з с. Стеблівка Хустського р-ну Закарпатської обл. | поч. XX ст.                                                    | Пирогово                                                                |                 | Наказ Управління охорони пам'яток історії, культури та історичного середовища від 18.03.1999 № 16 |
| 947   | Вітряк із с. Кримне Старовижівського р-ну Волинської обл. | поч. XX ст.                                                    | Пирогово                                                                |                 | Наказ Управління охорони пам'яток історії, культури та історичного середовища від 18.03.1999 № 16 |
| 948   | Клуня з с. Лубянки Білокуракінського р-ну Луганської обл. | XIX ст.                                                        | Пирогово                                                                |                 | Наказ Управління охорони пам'яток історії, культури та історичного середовища від 18.03.1999 № 16 |
| 949   | Вітряк із с. Сасинівка Пирятинського р-ну Полтавської обл. | кін. XIX — поч. XX ст.                                         | Пирогово                                                                |                 | Наказ Управління охорони пам'яток історії, культури та історичного середовища від 18.03.1999 № 16 |
| 950   | Вітряк із с. Кононівка Лубенського р-ну Полтавської обл. | кін. XIX — поч. XX ст.                                         | Пирогово                                                                |                 | Наказ Управління охорони пам'яток історії, культури та історичного середовища від 18.03.1999 № 16 |
| 951   | Вітряк із с. Бобровиця Чигиринського р-ну Черкаської обл. | кін. XIX — поч. XX ст.                                         | Пирогово                                                                |                 | Наказ Управління охорони пам'яток історії, культури та історичного середовища від 18.03.1999 № 16 |
| 952   | Хата з с. Шишаки Шишацького р-ну Полтавської обл. | кін. XIX ст.                                                   | Пирогово                                                                |                 | Наказ Управління охорони пам'яток історії, культури та історичного середовища від 18.03.1999 № 16 |
| 953   | Хата з с. Червонопопівка Кремінського р-ну Луганської обл. | поч. XX ст.                                                    | Пирогово                                                                |                 | Наказ Управління охорони пам'яток історії, культури та історичного середовища від 18.03.1999 № 16 |
| 954   | Хата з с. Попівка Зіньківського р-ну Полтавської обл. | кін. XIX ст.                                                   | Пирогово                                                                |                 | Наказ Управління охорони пам'яток історії, культури та історичного середовища від 18.03.1999 № 16 |
| 955   | Хата з с. Новоохтирка Новоайдарського р-ну Луганської обл. | поч. XX ст.                                                    | Пирогово                                                                |                 | Наказ Управління охорони пам'яток історії, культури та історичного середовища від 18.03.1999 № 16 |
| 956   | Хата з с. Лелюхівка Новосанжарського р-ну Полтавської обл. | кін. XIX ст.                                                   | Пирогово                                                                |                 | Наказ Управління охорони пам'яток історії, культури та історичного середовища від 18.03.1999 № 16 |
| 957   | Хата з с. Бобровник Зіньківського р-ну Полтавської обл. | XIX ст.                                                        | Пирогово                                                                |                 | Наказ Управління охорони пам'яток історії, культури та історичного середовища від 18.03.1999 № 16 |
| 958   | Комора з с. Нещеретове Білокуракінського р-ну Луганської обл. | сер. XIX ст.                                                   | Пирогово                                                                |                 | Наказ Управління охорони пам'яток історії, культури та історичного середовища від 18.03.1999 № 16 |
| 959   | Комора з с. Деревки Котелевського р-ну Полтавської обл. | кін. XIX ст.                                                   | Пирогово                                                                |                 | Наказ Управління охорони пам'яток історії, культури та історичного середовища від 18.03.1999 № 16 |
| 960   | Комора з с. Яснозіря Черкаського р-ну Черкаської обл. | кін. XIX ст.                                                   | Пирогово                                                                |                 | Наказ Управління охорони пам'яток історії, культури та історичного середовища від 18.03.1999 № 16 |
| 961   | Гамазей із с. Лубянки Білокуракінського р-ну Луганської обл. | XIX ст.                                                        | Пирогово                                                                |                 | Наказ Управління охорони пам'яток історії, культури та історичного середовища від 18.03.1999 № 16 |
| 962   | Вітряк із с. Скаргівка Кремінського р-ну Луганської обл. | кін. XIX ст.                                                   | Пирогово                                                                |                 | Наказ Управління охорони пам'яток історії, культури та історичного середовища від 18.03.1999 № 16 |
| 963   | Вітряк із с. Нурове Балаклійського р-ну Харківської обл. | кін. XIX ст.                                                   | Пирогово                                                                |                 | Наказ Управління охорони пам'яток історії, культури та історичного середовища від 18.03.1999 № 16 |
| 964   | Вітряк з с. Лютенські Будища Зіньківського р-ну Полтавської обл. | кін. XIX ст.                                                   | Пирогово                                                                |                 | Наказ Управління охорони пам'яток історії, культури та історичного середовища від 18.03.1999 № 16 |
| 965   | Вітряк із с. Нехвороща Новосанжарського р-ну Полтавської обл. | кін. XIX ст.                                                   | Пирогово                                                                |                 | Наказ Управління охорони пам'яток історії, культури та історичного середовища від 18.03.1999 № 16 |
| 966   | Вітряк із с. Кудряве Охтирського р-ну Сумської обл. | кін. XIX ст.                                                   | Пирогово                                                                |                 | Наказ Управління охорони пам'яток історії, культури та історичного середовища від 18.03.1999 № 16 |
| 967   | Вітряк із с. Вільшани Дворічанського р-ну Харківської обл. | 1905                                                           | Пирогово                                                                |                 | Наказ Управління охорони пам'яток історії, культури та історичного середовища від 18.03.1999 № 16 |
| 968   | Вітряк із с. Веселе Сумської обл. | XIX ст.                                                        | Пирогово                                                                |                 | Наказ Управління охорони пам'яток історії, культури та історичного середовища від 18.03.1999 № 16 |
| 969   | Шпихлір з с. Полиці Камінь-Каширського р-ну Волинської обл. | кін. XIX ст.                                                   | Пирогово                                                                |                 | Наказ Управління охорони пам'яток історії, культури та історичного середовища від 18.03.1999 № 16 |
| 970   | Каплиця з с. Клесів Сарненського р-ну Рівненської обл. | XVII — XVIII ст.                                               | Пирогово                                                                |                 | Наказ Управління охорони пам'яток історії, культури та історичного середовища від 18.03.1999 № 16 |
| 971   | Церква із с. Кисоричі Рокитнянського р-ну Рівненської обл. | XVIII ст.                                                      | Пирогово                                                                |                 | Наказ Управління охорони пам'яток історії, культури та історичного середовища від 18.03.1999 № 16 |
| 972   | Овин із с. Араповичі Новгород-Сіверського р-ну Чернігівської обл. | XVIII ст.                                                      | Пирогово                                                                |                 | Наказ Управління охорони пам'яток історії, культури та історичного середовища від 18.03.1999 № 16 |
| 973   | Хата з с. Серники Рівненського р-ну Рівненської обл. | XIX ст.                                                        | Пирогово                                                                |                 | Наказ Управління охорони пам'яток історії, культури та історичного середовища від 18.03.1999 № 16 |
| 974   | Садиба з с. Михайлівка Новоодеського р-ну Миколаївської обл. | кін. XIX — поч. XX ст.                                         | Пирогово                                                                |                 | Наказ Управління охорони пам'яток історії, культури та історичного середовища від 18.03.1999 № 16 |
| 975   | Хата з с. Солониця Лубенського р-ну Полтавської обл. | кін. XIX ст.                                                   | Пирогово                                                                |                 | Наказ Управління охорони пам'яток історії, культури та історичного середовища від 18.03.1999 № 16 |
| 976   | Хата з с. Таборів Сквирського р-ну Київської обл. | 1833                                                           | Пирогово                                                                |                 | Наказ Управління охорони пам'яток історії, культури та історичного середовища від 18.03.1999 № 16 |
| 977   | Хата з с. Шевченкове Звенигородського р-ну Черкаської обл. | сер. XIX ст.                                                   | Пирогово                                                                |                 | Наказ Управління охорони пам'яток історії, культури та історичного середовища від 18.03.1999 № 16 |
| 978   | Хата з с. Яснозіря Черкаського р-ну Черкаської обл. | поч. XX ст.                                                    | Пирогово                                                                |                 | Наказ Управління охорони пам'яток історії, культури та історичного середовища від 18.03.1999 № 16 |
| 979   | Хата з с. Яснозіря Черкаського р-ну Черкаської обл. з садиби № 1. | кін. XIX ст.                                                   | Пирогово                                                                |                 | Наказ Управління охорони пам'яток історії, культури та історичного середовища від 18.03.1999 № 16 |
| 980   | Михайлівська церква з с. Дорогинка Фастівського р-ну Київської обл. | поч. XVII ст.                                                  | Пирогово                                                                |                 | Наказ Управління охорони пам'яток історії, культури та історичного середовища від 18.03.1999 № 16 |
| 981   | Церква з с. Зарубинці Монастирищенського р-ну Черкаської обл. | 1742                                                           | Пирогово                                                                |                 | Наказ Управління охорони пам'яток історії, культури та історичного середовища від 18.03.1999 № 16 |
| 982   | Хата з с. Благодатне Амвросіївського р-ну Донецької обл. | кін. XIX ст.                                                   | Пирогово                                                                |                 | Наказ Управління охорони пам'яток історії, культури та історичного середовища від 18.03.1999 № 16 |
| 983   | Коптильня з с. Олександрівка Білозерського р-ну Херсонської обл. | поч. XIX ст.                                                   | Пирогово                                                                |                 | Наказ Управління охорони пам'яток історії, культури та історичного середовища від 18.03.1999 № 16 |
| 984   | Хата з с. Пужайкове Балтського р-ну Одеської обл. | кін. XIX ст.                                                   | Пирогово                                                                |                 | Наказ Управління охорони пам'яток історії, культури та історичного середовища від 18.03.1999 № 16 |
| 985   | Колодязь з с. Велика Лепетиха Великолепетиського р-ну Херсонської обл. | поч. XIX ст.                                                   | Пирогово                                                                |                 | Наказ Управління охорони пам'яток історії, культури та історичного середовища від 18.03.1999 № 16 |
| 986   | Комора з с. Моринці Звенигородського р-ну Черкаської обл. | д.п. XIX ст.                                                   | Пирогово                                                                |                 | Наказ Управління охорони пам'яток історії, культури та історичного середовища від 18.03.1999 № 16 |
| 987   | Вітряк з с. Олександрівка Білозерського р-ну Херсонської обл. | кін. XIX ст.                                                   | Пирогово                                                                |                 | Наказ Управління охорони пам'яток історії, культури та історичного середовища від 18.03.1999 № 16 |
| 988   | Шопа з с. Кадіївці Кам'янець-Подільського р-ну Хмельницької обл. | кін. XIX ст.                                                   | Пирогово                                                                |                 | Наказ Управління охорони пам'яток історії, культури та історичного середовища від 18.03.1999 № 16 |
| 989   | Церква з с. Зелене Гусянського р-ну Тернопільської обл. | поч. XIX ст.                                                   | Пирогово                                                                |                 | Наказ Управління охорони пам'яток історії, культури та історичного середовища від 18.03.1999 № 16 |
| 990   | Хата з с. Яришів Могилів-Подільського р-ну Вінницької обл. | кін. XIX ст.                                                   | Пирогово                                                                |                 | Наказ Управління охорони пам'яток історії, культури та історичного середовища від 18.03.1999 № 16 |
| 991   | Хата з с. Луги Чечельницького р-ну Вінницької обл. | кін. XIX ст.                                                   | Пирогово                                                                |                 | Наказ Управління охорони пам'яток історії, культури та історичного середовища від 18.03.1999 № 16 |
| 992   | Хата з с. Крищинці Тульчинського р-ну Вінницької обл. | кін. XIX ст.                                                   | Пирогово                                                                |                 | Наказ Управління охорони пам'яток історії, культури та історичного середовища від 18.03.1999 № 16 |
| 993   | Зимовник із м. Рахова Закарпатської обл. | 1840                                                           | Пирогово                                                                |                 | Наказ Управління охорони пам'яток історії, культури та історичного середовища від 18.03.1999 № 16 |
| 994   | Хата з с. Хрещатик Черкаського р-ну Черкаської обл. | кін. XVIII ст.                                                 | Пирогово                                                                |                 | Наказ Управління охорони пам'яток історії, культури та історичного середовища від 18.03.1999 № 16 |
| 995   | Хата з с. Мала Каратуль Преяслав-Хмельницького р-ну Київської обл. | кін. XIX ст.                                                   | Пирогово                                                                |                 | Наказ Управління охорони пам'яток історії, культури та історичного середовища від 18.03.1999 № 16 |
| 996   | Хата з с. Бзів Баришівського р-ну Київської обл. | кін. XIX ст.                                                   | Пирогово                                                                |                 | Наказ Управління охорони пам'яток історії, культури та історичного середовища від 18.03.1999 № 16 |
| 997   | Хата з с. Сухини Корсунь-Шевченківського р-ну Черкаської обл. | 1887                                                           | Пирогово                                                                |                 | Наказ Управління охорони пам'яток історії, культури та історичного середовища від 18.03.1999 № 16 |
| 998   | Хата з с. Рижавка Уманського р-ну Черкаської обл. | сер. XVIII ст.                                                 | Пирогово                                                                |                 | Наказ Управління охорони пам'яток історії, культури та історичного середовища від 18.03.1999 № 16 |
| 999   | Хата з с. Гусний Великоберезнянського р-ну Закарпатської обл. | поч. XX ст.                                                    | Пирогово                                                                |                 | Наказ Управління охорони пам'яток історії, культури та історичного середовища від 18.03.1999 № 16 |
| 1000  | Хата з с. Стеблівка Хустського р-ну Закарпатської обл. | поч. XX ст.                                                    | Пирогово                                                                |                 | Наказ Управління охорони пам'яток історії, культури та історичного середовища від 18.03.1999 № 16 |
| 1001  | Хата з с. Синевирська Поляна Закарпатської обл. | 1807                                                           | Пирогово                                                                |                 | Наказ Управління охорони пам'яток історії, культури та історичного середовища від 18.03.1999 № 16 |
| 1002  | Хата з с. Сімерки Перечинського р-ну Закарпатської обл. | поч. XX ст.                                                    | Пирогово                                                                |                 | Наказ Управління охорони пам'яток історії, культури та історичного середовища від 18.03.1999 № 16 |
| 1003  | Хата з с. Стрічава Великоберезнянського р-ну Закарпатської обл. | поч. XX ст.                                                    | Пирогово                                                                |                 | Наказ Управління охорони пам'яток історії, культури та історичного середовища від 18.03.1999 № 16 |
| 1004  | Хата з с. Ротоки Межигірського р-ну Закарпатської обл. | поч. XX ст.                                                    | Пирогово                                                                |                 | Наказ Управління охорони пам'яток історії, культури та історичного середовища від 18.03.1999 № 16 |
| 1005  | Хата з с. Рекіти Межигірського р-ну Закарпатської обл. | 1841                                                           | Пирогово                                                                |                 | Наказ Управління охорони пам'яток історії, культури та історичного середовища від 18.03.1999 № 16 |
| 1006  | Хата з с. Медведівці Мукацівського р-ну Закарпатської обл. | кін. XIX ст.                                                   | Пирогово                                                                |                 | Наказ Управління охорони пам'яток історії, культури та історичного середовища від 18.03.1999 № 16 |
| 1007  | Хата з с. Либохора Сколівського р-ну Львівської обл. | 1822                                                           | Пирогово                                                                |                 | Наказ Управління охорони пам'яток історії, культури та історичного середовища від 18.03.1999 № 16 |
| 1008  | Хата з с. Липовиця Рожнятинського р-ну Івано-Франківської обл. | кін. XIX ст.                                                   | Пирогово                                                                |                 | Наказ Управління охорони пам'яток історії, культури та історичного середовища від 18.03.1999 № 16 |
| 1009  | Хата з с. Коритне Вижницького р-ну Чернівецької обл. | XIX ст.                                                        | Пирогово                                                                |                 | Наказ Управління охорони пам'яток історії, культури та історичного середовища від 18.03.1999 № 16 |
| 1010  | Хата з с. Дністрик Старосамбірського р-ну Львівської обл. | поч. XX ст.                                                    | Пирогово                                                                |                 | Наказ Управління охорони пам'яток історії, культури та історичного середовища від 18.03.1999 № 16 |
| 1011  | Хата з с. Теребля Тячівського р-ну Закарпатської обл. | XVIII ст.                                                      | Пирогово                                                                |                 | Наказ Управління охорони пам'яток історії, культури та історичного середовища від 18.03.1999 № 16 |
| 1012  | Хата з с. Великий Кучерів Чернівецької обл. | XIX ст.                                                        | Пирогово                                                                |                 | Наказ Управління охорони пам'яток історії, культури та історичного середовища від 18.03.1999 № 16 |
| 1013  | Хата з с. Бережниця Верховинського р-ну Івано-Франківської обл. | XVIII-XIX ст.                                                  | Пирогово                                                                |                 | Наказ Управління охорони пам'яток історії, культури та історичного середовища від 18.03.1999 № 16 |
| 1014  | Стайня з Верховинського р-ну Івано-Франківської обл. | поч. XX ст.                                                    | Пирогово                                                                |                 | Наказ Управління охорони пам'яток історії, культури та історичного середовища від 18.03.1999 № 16 |
| 1015  | Стайня з с. Пилипець Межигірського р-ну Закарпатської обл. | кін. XIX ст.                                                   | Пирогово                                                                |                 | Наказ Управління охорони пам'яток історії, культури та історичного середовища від 18.03.1999 № 16 |
| 1016  | Вітряк із с. Юнаківка Сумського р-ну Сумської обл. | кін. XIX ст.                                                   | Пирогово                                                                |                 | Наказ Управління охорони пам'яток історії, культури та історичного середовища від 18.03.1999 № 16 |
| 1017  | Вітряк із с. Ширяєве Путивльського р-ну Сумської обл. | кін. XIX ст.                                                   | Пирогово                                                                |                 | Наказ Управління охорони пам'яток історії, культури та історичного середовища від 18.03.1999 № 16 |
| 1018  | Вітряк із с. Смолин Чернігівського р-ну Чернігівської обл. | поч. XX ст.                                                    | Пирогово                                                                |                 | Наказ Управління охорони пам'яток історії, культури та історичного середовища від 18.03.1999 № 16 |
| 1019  | Вітряк із с. Мала Морочна Зарічнянського р-ну Рівненської обл. | 1848                                                           | Пирогово                                                                |                 | Наказ Управління охорони пам'яток історії, культури та історичного середовища від 18.03.1999 № 16 |
| 1020  | Комора з с. Стеблів Хустського р-ну Закарпатської обл. | XIX ст.                                                        | Пирогово                                                                |                 | Наказ Управління охорони пам'яток історії, культури та історичного середовища від 18.03.1999 № 16 |
| 1021  | Комора з с. Космач Косівського р-ну Івано-Франківської обл. | поч. XX ст.                                                    | Пирогово                                                                |                 | Наказ Управління охорони пам'яток історії, культури та історичного середовища від 18.03.1999 № 16 |
| 1022  | Колиба з с. Бережниця Верховинського р-ну Івано-Франківської обл. | поч. XX ст.                                                    | Пирогово                                                                |                 | Наказ Управління охорони пам'яток історії, культури та історичного середовища від 18.03.1999 № 16 |
| 1023  | Хата з с. Самари Ратнівського р-ну Волинської обл. | 1587                                                           | Пирогово                                                                |                 | Наказ Управління охорони пам'яток історії, культури та історичного середовища від 18.03.1999 № 16 |
| 1024  | Вітряк із хут. Лісового Ніжинського р-ну Чернігівської обл. | поч. XX ст.                                                    | Пирогово                                                                |                 | Наказ Управління охорони пам'яток історії, культури та історичного середовища від 18.03.1999 № 16 |
| 1025  | Хата з с. Полиці Камінь-Каширського р-ну Волинської обл. | кін. XIX ст.                                                   | Пирогово                                                                |                 | Наказ Управління охорони пам'яток історії, культури та історичного середовища від 18.03.1999 № 16 |
| 1026  | Хата з с. Мульчиці Володимирецького р-ну Рівненської обл. | поч. XX ст.                                                    | Пирогово                                                                |                 | Наказ Управління охорони пам'яток історії, культури та історичного середовища від 18.03.1999 № 16 |
| 1027  | Хата з с. Мамекине Новгород-Сіверського р-ну Чернігівської обл. | кін. XIX ст.                                                   | Пирогово                                                                |                 | Наказ Управління охорони пам'яток історії, культури та історичного середовища від 18.03.1999 № 16 |
| 1028  | Хата з с. Блажове Рокитнянського р-ну Рівненської обл. | XIX ст.                                                        | Пирогово                                                                |                 | Наказ Управління охорони пам'яток історії, культури та історичного середовища від 18.03.1999 № 16 |
| 1029  | Хата з с. Бехи Коростенського р-ну Житомирської обл. | XIX ст.                                                        | Пирогово                                                                |                 | Наказ Управління охорони пам'яток історії, культури та історичного середовища від 18.03.1999 № 16 |
| 1030  | Хата з с. Біловіж Рокитнянського р-ну Рівненської обл. | 1697                                                           | Пирогово                                                                |                 | Наказ Управління охорони пам'яток історії, культури та історичного середовища від 18.03.1999 № 16 |
| 1031  | Хата з с. Гажин Наровлянського р-ну Гомельської обл. | XVIII ст.                                                      | Пирогово                                                                |                 | Наказ Управління охорони пам'яток історії, культури та історичного середовища від 18.03.1999 № 16 |
| 1032  | Тупкач із с. Архипівка Семенівського р-ну Чернігівської обл. | XIX ст.                                                        | Пирогово                                                                |                 | Наказ Управління охорони пам'яток історії, культури та історичного середовища від 18.03.1999 № 16 |
| 1033  | Тік із с. Кишин Олевського р-ну Житомирської обл. | XIX ст.                                                        | Пирогово                                                                |                 | Наказ Управління охорони пам'яток історії, культури та історичного середовища від 18.03.1999 № 16 |
| 1034  | Окружний двір із с. Соловї Старовижівського р-ну Волинської обл. | XIX ст.                                                        | Пирогово                                                                |                 | Наказ Управління охорони пам'яток історії, культури та історичного середовища від 18.03.1999 № 16 |
| 1035  | Дзвіниця з с. Кисоричі Рокитнянського р-ну Рівненської обл. | XVIII ст.                                                      | Пирогово                                                                |                 | Наказ Управління охорони пам'яток історії, культури та історичного середовища від 18.03.1999 № 16 |
| 1036  | Кліть із с. Березове Рокитнянського р-ну Рівненської обл. | XIX ст.                                                        | Пирогово                                                                |                 | Наказ Управління охорони пам'яток історії, культури та історичного середовища від 18.03.1999 № 16 |
| 1037  | Клуня із с. Ларинівка Новгород-Сіверського р-ну Чернігівської обл. | XIX ст.                                                        | Пирогово                                                                |                 | Наказ Управління охорони пам'яток історії, культури та історичного середовища від 18.03.1999 № 16 |
| 1038  | Хата з с. Тухолька Сколівського р-ну Львівської обл. | 1909                                                           | Пирогово                                                                |                 | Наказ Управління охорони пам'яток історії, культури та історичного середовища від 18.03.1999 № 16 |
| 1039  | Хата з с. Кадіївці Кам'янець-Подільського р-ну Хмельницької обл. | поч. XX ст.                                                    | Пирогово                                                                |                 | Наказ Управління охорони пам'яток історії, культури та історичного середовища від 18.03.1999 № 16 |
| 1040  | Хата з с. Гарячинці Новоушицького р-ну Хмельницької обл. | XIX ст.                                                        | Пирогово                                                                |                 | Наказ Управління охорони пам'яток історії, культури та історичного середовища від 18.03.1999 № 16 |
| 1041  | Дзвіниця з с. Кут-Товсте Гусятинського р-ну Тернопільської обл. | поч. XIX ст.                                                   | Пирогово                                                                |                 | Наказ Управління охорони пам'яток історії, культури та історичного середовища від 18.03.1999 № 16 |
| 1042  | Водяний млин з с. Ломачинці Сокирнянського р-ну Чернівецької обл. | поч. XIX ст.                                                   | Пирогово                                                                |                 | Наказ Управління охорони пам'яток історії, культури та історичного середовища від 18.03.1999 № 16 |
| 1043  | Чур з с. Ново-Барове Хустського р-ну Закарпатської обл. | XIX ст.                                                        | Пирогово                                                                |                 | Наказ Управління охорони пам'яток історії, культури та історичного середовища від 18.03.1999 № 16 |
| 1044  | Покровська церква з с. Плоське Свалявського р-ну Закарпатської обл. | 1792                                                           | Пирогово                                                                |                 | Наказ Управління охорони пам'яток історії, культури та історичного середовища від 18.03.1999 № 16 |
| 1045  | Церква з с. Вороблячин Яворівського р-ну Львівської обл. | XVII ст.                                                       | Пирогово                                                                |                 | Наказ Управління охорони пам'яток історії, культури та історичного середовища від 18.03.1999 № 16 |
| 1046  | Хлів із с. Теребля Тячівського р-ну Закарпатської обл. | XVIII ст.                                                      | Пирогово                                                                |                 | Наказ Управління охорони пам'яток історії, культури та історичного середовища від 18.03.1999 № 16 |
| 1047  | Хата з с. Шепіт Косівського р-ну Івано-Франківської обл. | 1843                                                           | Пирогово                                                                |                 | Наказ Управління охорони пам'яток історії, культури та історичного середовища від 18.03.1999 № 16 |
|       | Саж з с. Кийлів Бориспільського р-ну Київської обл. | поч. XX ст.                                                    | Пирогів                                                                 |                 | |
| 1048  | Пам'ятник Рильському М. Т., українському радянському письменнику і поету | 1968                                                           | Рильського Максима вул., 7                                              |                 | Рішення виконавчого комітету Київської міськради народних депутатів від 22.02.1971 № 301 |
| 1049  | Будинок, в якому жив Рильський М., радянський поет і письменник; відвідували відомі діячі культури та мистецтва | 1946—1951                                                      | Рильського Максима вул., 7                                              |                 | Наказ Головного управління охорони культурної спадщини від 25.06.2011 № 10/38-11 |
|       | Комплекс Української сільськогосподарської академії |                                                                |                                                                         |                 | |
| 1050  | Пам'ятний знак і окоп (лінія оборони Києва у 1941 р.) | 1941 р.; встановлено у 1972                                    | Родимцева Генерала вул.                                                 |                 | Рішення виконавчого комітету Київської міськради народних депутатів від 17.11.1987 № 1112 |
| 1051  | Гуртожиток сільськогосподарської академії | 1930-ті; 1950-ті рр.                                           | Родимцева Генерала вул., 3                                              |                 | Наказ Управління охорони пам'яток історії, культури та історичного середовища від 18.03.1999 № 16 |
| 1052  | Інститут лісоінженерний (уч. Корп. № 1) | 1925—1927 рр.                                                  | Родимцева Генерала вул., 19                                             | № 264/1         | Рішення виконавчого комітету Київської міськради народних депутатів від 18.11.1986 № 1107 |
| 1053  | Будинок житловий професорсько-викладацького складу | 1925—1927 рр.                                                  | Родимцева Генерала вул., 21                                             |                 | Рішення виконавчого комітету Київської міськради народних депутатів від 18.11.1986 № 1107 |
|       | Садиба міська П. В. Голубовського: Саксаганського, 15 |                                                                |                                                                         |                 | |
| 1054  | Будинок прибутковий, в якому у 1903 р. мешкав Шліхтер О. Г., партійний та державний діяч УРСР | кін. XIX ст.; 1949 р.(відновлений)                             | Саксаганського вул., 20                                                 |                 | Наказ Головного управління охорони культурної спадщини від 25.06.2011 № 10/38-11 |
| 1055  | Будинок прибутковий, в якому у 1907-20 рр. мешкав Козинцев Г. М., російський кінорежисер, н/артист;1919 р. відвідували Юткевич С. Й., російський кінорежисер, н/артист, Каплер О. Я., російський кінодраматург, Еренбург І. Г., російський письменник                   | кінець XIX — початок XX ст.                                    | Саксаганського вул., 22                                                 |                 | Наказ Головного управління охорони культурної спадщини від 25.06.2011 № 10/38-11 |
| 1056  | Флігель | поч. XX ст.                                                    | Саксаганського вул., 22-б                                               |                 | Наказ Головного управління охорони культурної спадщини від 25.09.2006 № 53 |
| 1057  | Флігель | поч. XX ст.                                                    | Саксаганського вул., 22-в                                               |                 | Наказ Головного управління охорони культурної спадщини від 25.09.2006 № 53 |
| 1058  | Будинок Київської кіностудії, в якому мешкали: у 1947—1954 рр. Демуцький Д. П., кінооператор, заслужений діяч мистецтв; у 1939—1941 рр.- Вершигора П. П., кінорежисер, поет, один з командирів партизанського з'єднання С. Ковпака, Герой Радянського Союзу, письменник | серед. 1930-х рр., 1944—1947 рр. (відбудова)                   | Саксаганського вул., 24/27                                              |                 | Рішення виконавчого комітету Київської міськради народних депутатів від 04.08.1980 № 1102, Рішення виконавчого комітету Київської міськради народних депутатів від 21.08.1975 № 840                         |
| 1059  | Будинок прибутковий | сер. 1930&-х рр.                                               | Саксаганського вул., 24/27                                              |                 | Наказ Головного управління охорони культурної спадщини від 25.09.2006 № 53 |
| 1060  | Будинок житловий | 1951                                                           | Саксаганського вул., 25                                                 |                 | Наказ Головного управління охорони культурної спадщини від 25.09.2006 № 53 |
| 1061  | Будинок, в якому у 1903-05 рр. мешкав Шолом-Алейхем, єврейський письменник | 1900                                                           | Саксаганського вул., 27                                                 |                 | Розпорядження Київської міської державної адміністрації від 02.03.1999 № 302 |
|       | Садиба міська, в якій проживав Шолом-Алейхем: Саксаганського, 27 | 1900—1909 рр.                                                  | Саксаганського вул., 27                                                 |                 | |
| 1062  | Флігель | 1900—1909 рр.                                                  | Саксаганського вул., 27-б                                               |                 | Наказ Головного управління охорони культурної спадщини від 25.09.2006 № 53 |
| 1063  | Будинок прибутковий | кін. XIX ст.                                                   | Саксаганського вул., 28                                                 |                 | Наказ Головного управління охорони культурної спадщини від 10.06.2011 № 10/34-11 |
| 1064  | Будинок прибутковий | 1893—1900 рр.                                                  | Саксаганського вул., 30                                                 |                 | Наказ Головного управління охорони культурної спадщини від 25.06.2011 № 10/38-11 |
|       | Садиба міська, в якій проживав Баранецький Н. О.: Саксаганського, 30 | 1899—1900 рр.                                                  | Саксаганського вул., 30                                                 |                 | |
| 1065  | Флігель | 1899—1900 рр.                                                  | Саксаганського вул., 30-б                                               |                 | Наказ Головного управління охорони культурної спадщини від 25.09.2006 № 53 |
| 1066  | Флігель | 1899—1900 рр.                                                  | Саксаганського вул., 30-в                                               |                 | Наказ Головного управління охорони культурної спадщини від 25.09.2006 № 53 |
| 1067  | Будинок прибутковий | 1901                                                           | Саксаганського вул., 31/29                                              |                 | Наказ Головного управління охорони культурної спадщини від 25.09.2006 № 53, Наказ Головного управління охорони культурної спадщини від 10.06.2011 № 10/34-11                                                |
| 1068  | Будинок прибутковий, в якому у 1910-х, 1925, 1927 рр. зупинявся Бабель І. Є., письменник; жив Стасюк М. М., політичний діяч, член Центральної та Малої Ради, член першого уряду УНР                                                                                     | 1910—1911 рр.                                                  | Саксаганського вул., 33-35/30                                           | № 299           | Розпорядження Київської міської державної адміністрації від 02.03.1999 № 302 |
| 1069  | Будинок прибутковий | 1912                                                           | Саксаганського вул., 34                                                 | № 50            | Рішення виконавчого комітету Київської міськради народних депутатів від 22.11.1982 № 1804 |
| 1070  | Будинок прибутковий | кін. XIX ст.                                                   | Саксаганського вул., 36                                                 |                 | Наказ Головного управління охорони культурної спадщини від 10.06.2011 № 10/34-11 |
| 1071  | Будинок житловий | 1871, 1872, 1881, 1899 рр.                                     | Саксаганського вул., 38                                                 |                 | Наказ Головного управління охорони культурної спадщини від 10.06.2011 № 10/34-11 |
|       | Садиба міська, в якій проживали математик, чл.-кор. Імператорської Санкт-Петербурзької АН В. П. Єрмаков, патолог, мікробіолог, хірург О. Д. Павловський: Саксаганського, 41                                                                                             | кін. XIX — поч. XX ст.                                         | Саксаганського вул., 41                                                 |                 | |
| 1072  | Будинок прибутковий | 1888, 1937 рр. (надбудова)                                     | Саксаганського вул., 41                                                 |                 | Наказ Головного управління охорони культурної спадщини від 10.06.2011 № 10/34-11 |
| 1073  | Флігель | кін. XIX — поч. XX ст.                                         | Саксаганського вул., 41-в                                               |                 | Наказ Головного управління охорони культурної спадщини від 25.09.2006 № 53 |
| 1074  | Будинок прибутковий | 1896                                                           | Саксаганського вул., 43                                                 | № 412/1         | Наказ Міністерства культури і туризму України від 07.09.2006 № 747/0/16-06 |
|       | Садиба міська, в якій проживали відомі вчені: зоолог М. В. Бобрецький, зоолог, чл.-кор. Імператорської АН О. О. Коротньов, лікар-патолог В. А. Таранухін: Саксаганського, 43                                                                                            | 1890-ті рр.                                                    | Саксаганського вул., 43                                                 | № 412           | Наказ Міністерства культури і туризму України від 07.09.2006 № 747/0/16-06 |
| 1075  | Флігель житловий | 1897 р., 1930 р. (надбудова)                                   | Саксаганського вул., 43-б                                               | № 412/2         | Наказ Міністерства культури і туризму України від 07.09.2006 № 747/0/16-06 |
| 1076  | Будинок флігельний, в якому жили письменники та поети: у 1944—1952 рр. — Гуреїв О. І., у 1944—1954 рр. Олійник С. І., у 1931—1923 рр. — Островський М. О. | 1898                                                           | Саксаганського вул., 44-б                                               |                 | Наказ Головного управління охорони культурної спадщини від 25.06.2011 № 10/38-11 |
| 1077  | Будинок, в якому у 1941—1943 рр. розташовувалась явочна квартира Радянського підпільного райкому ЛКСМУ | 1898                                                           | Саксаганського вул., 44                                                 |                 | Рішення виконавчого комітету Київської міськради народних депутатів від 30.07.1984 № 693 |
| 1078  | Флігель | XIX ст.                                                        | Саксаганського вул., 44-в                                               |                 | Наказ Головного управління охорони культурної спадщини від 25.09.2006 № 53 |
| 1079  | Будинок житловий, в якому проживали вчений, чл.-кор. Імператорської Петербурзької Академії Наук М. Жуковський, архітектор В. Осьмак | кін. XIX ст.                                                   | Саксаганського вул., 46                                                 |                 | Наказ Головного управління охорони культурної спадщини від 25.09.2006 № 53 |
| 1080  | Будинок житловий, в якому містилася редакція газети «Село» | 1897                                                           | Саксаганського вул., 48                                                 |                 | Наказ Головного управління охорони культурної спадщини від 25.09.2006 № 53 |
| 1081  | Будинок житловий, в якому проживав В. Беренштам, історик, педагог | 2-га пол. XIX ст.                                              | Саксаганського вул., 52                                                 |                 | Наказ Головного управління охорони культурної спадщини від 25.09.2006 № 53 |
| 1082  | Флігель | 1905                                                           | Саксаганського вул., 57-б                                               |                 | Наказ Головного управління охорони культурної спадщини від 25.09.2006 № 53 |
| 1083  | Будинок прибутковий | 1905                                                           | Саксаганського вул., 57-а                                               |                 | Наказ Головного управління охорони культурної спадщини від 25.09.2006 № 53 |
|       | Садиба міська: Саксаганського, 57 | 1905                                                           | Саксаганського вул., 57                                                 |                 | |
| 1084  | Будинок прибутковий | 1913—1914 рр.                                                  | Саксаганського вул., 58                                                 | № 51            | Рішення виконавчого комітету Київської міськради народних депутатів від 22.11.1982 № 1804 |
| 1085  | Будинок житловий, в якому проживали Я. Маркович, філолог, історик, педагог В. Науменко, архітектор Остроградський К. | кін. XIX — поч. XX ст.                                         | Саксаганського вул., 59-б                                               |                 | Наказ Головного управління охорони культурної спадщини від 25.09.2006 № 53 |
|       | Садиба | кін. XIX-поч. XX ст.                                           | Саксаганського вул., 60                                                 |                 | Наказ Управління охорони пам'яток історії, культури та історичного середовища від 30.12.2002 № 213 |
| 1086  | Будинок житловий | 1890                                                           | Саксаганського вул., 60                                                 |                 | Наказ Управління охорони пам'яток історії, культури та історичного середовища від 30.12.2002 № 213 |
| 1087  | Флігель | 1880-ті рр., 1890 р. (прибудова)                               | Саксаганського вул., 60                                                 |                 | Наказ Управління охорони пам'яток історії, культури та історичного середовища від 30.12.2002 № 213 |
| 1088  | Флігель | 1890                                                           | Саксаганського вул., 60                                                 |                 | Наказ Управління охорони пам'яток історії, культури та історичного середовища від 30.12.2002 № 213 |
| 1089  | Будинок прибутковий, в якому у 1920-х рр. мешкав Дорошкевич О. К., літературознавець, критик, педагог, громадський діяч | 1914—1916 рр.                                                  | Саксаганського вул., 61/17                                              |                 | Наказ Головного управління охорони культурної спадщини від 25.06.2011 № 10/38-11 |
| 1090  | Садиба в якій проживав Дорошевич О. К. | кін. XIX-поч. XX ст.                                           | Саксаганського вул., 61/17                                              |                 | Наказ Головного управління охорони культурної спадщини від 25.09.2006 № 53 |
| 1091  | Будинок житловий | 1953                                                           | Саксаганського вул., 63/28                                              |                 | Наказ Головного управління охорони культурної спадщини від 25.06.2011 № 10/38-11 |
| 1092  | Будинок житловий працівників ВУООМпромради | 1935 р.; 1950-ті рр.(прибудова)                                | Саксаганського вул., 65                                                 |                 | Наказ Головного управління охорони культурної спадщини від 25.06.2011 № 10/38-11 |
| 1093  | Будинок житловий, в якому проживав Садовець О., лікар, вчений | 1890-ті рр.                                                    | Саксаганського вул., 66                                                 |                 | Наказ Головного управління охорони культурної спадщини від 25.09.2006 № 53 |
| 1094  | Будинок житловий, де мешкали журналіст, редактор К. Василенко, письменник Б. Грінченко, архітектор М. Шехонін | кін. XIX — поч. XX ст.                                         | Саксаганського вул., 67                                                 |                 | Наказ Головного управління охорони культурної спадщини від 25.09.2006 № 53 |
| 1095  | Будинок прибутковий | 1914                                                           | Саксаганського вул., 72                                                 |                 | Наказ Головного управління охорони культурної спадщини від 25.06.2011 № 10/38-11 |
|       | Садиба міська: Саксаганського, 72 | поч. XX ст.                                                    | Саксаганського вул., 72                                                 |                 | |
| 1096  | Флігель | поч. XX ст.                                                    | Саксаганського вул., 72-б                                               |                 | Наказ Головного управління охорони культурної спадщини від 25.09.2006 № 53 |
| 1097  | Будинок, в якому містилося правління Київського товариства фотографів — аматорів «Дагер» | 1897 — 98 рр.                                                  | Саксаганського вул., 74                                                 |                 | Наказ Головного управління охорони культурної спадщини від 25.09.2006 № 53 |
| 1098  | Флігель | 1897-98 рр.                                                    | Саксаганського вул., 74-б                                               |                 | Наказ Головного управління охорони культурної спадщини від 25.09.2006 № 53 |
| 1099  | Будинок Маріїнської громади товариства Сестер-жалібниць, де в УНДІ клінічної медицини у 1944—1952 рр. працював Стражеско М. Д., вчений-терапевт, академік | 1913—1915 рр.                                                  | Саксаганського вул., 75                                                 | № 52            | Рішення виконавчого комітету Київської міськради народних депутатів від 22.11.1982 № 1804, Рішення виконавчого комітету Київської міськради народних депутатів від 27.01.1970 № 159                         |
| 1100  | Будинок прибутковий | 1901 р.; 1915 рр.                                              | Саксаганського вул., 78-а                                               |                 | Наказ Головного управління охорони культурної спадщини від 25.06.2011 № 10/38-11 |
|       | Садиба міська, в якій проживав Боброусов М., архітектор | 1911—1912 рр.                                                  | Саксаганського вул., 78                                                 |                 | |
| 1101  | Будинок прибутковий | 1898—1899 рр.                                                  | Саксаганського вул., 81                                                 |                 | Наказ Головного управління охорони культурної спадщини від 25.09.2006 № 53 |
| 1102  | Будинок житловий, в якому містилося правління Товариства українських кооператорів «Наша кооперація», проживав М. Стасюк, кооператор і політичний діяч | 1882, 1896 р. (надбудовано другий поверх)                      | Саксаганського вул., 83                                                 |                 | Наказ Головного управління охорони культурної спадщини від 25.09.2006 № 53 |
| 1103  | Будинок прибутковий | кін. XIX ст.                                                   | Саксаганського вул., 84-86                                              |                 | Наказ Головного управління охорони культурної спадщини від 10.06.2011 № 10/34-11 |
| 1104  | Будинок прибутковий | 1899—1900                                                      | Саксаганського вул., 89                                                 |                 | Наказ Управління охорони пам'яток історії, культури та історичного середовища від 26.10.2001 № 143 |
|       | Садиба міська: Саксаганського, 89 | 1899—1900                                                      | Саксаганського вул., 89                                                 |                 | |
| 1105  | Флігель |                                                                | Саксаганського вул., 89-б                                               |                 | Наказ Головного управління охорони культурної спадщини від 25.09.2006 № 53 |
| 1106  | Флігельний будинок, в якому у 1900—1904 рр. мешкав Чикаленко Є. Х., громадський діяч, публіцист, меценат української культури | 1899 (надбудова)                                               | Саксаганського вул., 91                                                 |                 | Наказ Головного управління охорони культурної спадщини від 25.06.2011 № 10/38-11 |
| 1107  | Будинок житловий | кін. 1890-х рр.                                                | Саксаганського вул., 93-б                                               |                 | Наказ Головного управління охорони культурної спадщини від 25.09.2006 № 53 |
| 1108  | Будинок, в якому у 1894—1912 рр. мешкав Лисенко М. В., композитор, диригент, педагог, фундатор національної музичної школи; жив Рильський М. Т., поет; бували видатні письменники та культурні діячі                                                                    | 1890-ті рр.                                                    | Саксаганського вул., 95-б                                               | № 260042        | Постанова Кабінету Міністрів України від 03.09.2009 № 928 |
| 1109  | Будинок, в якому у 1899—1908 рр. мешкала Леся Українка, поетеса | 1898                                                           | Саксаганського вул., 97                                                 | № 260043        | Постанова Кабінету Міністрів України від 03.09.2009 № 928, Рішення виконавчого комітету Київської міськради народних депутатів від 04.08.1980 № 1102                                                        |
| 1110  | Будинок прибутковий | 1911—1912                                                      | Саксаганського вул., 99                                                 |                 | Наказ Головного управління охорони культурної спадщини від 25.06.2011 № 10/38-11 |
| 1111  | Будинок, в якому мешкали О.Косач (Олена Пчілка), письменниця, у 1911,1913 рр. перебувала Леся Українка, поетеса; була редакція журналу «Рідний край» | 1910—1911                                                      | Саксаганського вул., 101                                                |                 | Рішення виконавчого комітету Київської міськради народних депутатів від 27.01.1970 № 159 |
| 1112  | Будинок прибутковий | поч. XX ст.                                                    | Саксаганського вул., 103                                                |                 | Наказ Головного управління охорони культурної спадщини від 25.06.2011 № 10/38-11 |
| 1113  | Будинок житловий | поч. XX ст.                                                    | Саксаганського вул., 104                                                |                 | Наказ Головного управління охорони культурної спадщини від 25.09.2006 № 53 |
| 1114  | Будинок житловий, в якому проживав В. Ліндеман, лікар, патофізіолог | кін. XIX — поч. XX ст.                                         | Саксаганського вул., 107/47                                             |                 | Наказ Головного управління охорони культурної спадщини від 25.09.2006 № 53 |
|       | Київська фортеця |                                                                |                                                                         |                 | |
| 1115  | Лисогорський форт | 1871—1875 рр.                                                  | Саперно-Слобідська вул., 78                                             | № 867/25        | Наказ Міністерства культури України 21.10.2011 № 912/0/16-11 |
| 1116  | Будинок, в якому жили: у 1914—1924 рр. родина Лифарів, до 1917 р. — Серж Лифар, майбутній артист балету, педагог; у 1924—1968 рр. — Чайка А. А., доктор медицини, уролог                                                                                                | кін. XIX ст.                                                   | Тарасівська вул., 1-б                                                   |                 | Наказ Головного управління охорони культурної спадщини від 25.06.2011 № 10/38-11 |
| 1117  | Будинок прибутковий, в якому жив Гудзенко С., поет | 1910-ті рр.; 1949 р.(відновлення)                              | Тарасівська вул., 3-а                                                   | № 238           | Рішення виконавчого комітету Київської міськради народних депутатів від 18.11.1986 № 1107 |
| 1118  | Будинок, де у 1941 р. містився штаб по формуванню партизанського загону; мешкали письменники: Ель Блакитний (Елланський) В. М., Кіпніс Г. Й. | Невідома                                                       | Тарасівська вул., 5                                                     |                 | Наказ Головного управління охорони культурної спадщини від 25.06.2011 № 10/38-11 |
| 1119  | Будинок прибутковий | 1910-ті рр.                                                    | Тарасівська вул., 6-а                                                   | № 239           | Рішення виконавчого комітету Київської міськради народних депутатів від 18.11.1986 № 1107 |
| 1120  | Будинок, в якому у 1889—1890 р. мешкала Леся Українка, поетеса, письменниця, перекладач | 1887                                                           | Тарасівська вул., 14                                                    | № 0/0           | Рішення виконавчого комітету Київської міськради народних депутатів від 27.01.1970 № 159 |
| 1121  | Будинок прибутковий, в якому у 1918—1919 рр. мешкав Вернадський В. І., вчений-природознавець, основоположник гео- та біохімії, академік, перший президент УАН | поч. XX ст.                                                    | Тарасівська вул., 16/1                                                  |                 | Наказ Головного управління охорони культурної спадщини від 25.06.2011 № 10/38-11 |
| 1122  | Будинок прибутковий, в якому у 1936—1943 рр. мешкав Пироговський О. С., Герой Радянського Союзу, один з керівників підпільної боротьби в м. Києві | 1899                                                           | Тарасівська вул., 19                                                    |                 | Рішення виконавчого комітету Київської міськради народних депутатів від 04.08.1980 № 1102 |
| 1123  | Будинок прибутковий | 1914                                                           | Тарасівська вул., 30                                                    |                 | Наказ Головного управління охорони культурної спадщини від 10.06.2011 № 10/34-11 |
| 1124  | Будинок прибутковий | 1897—1898                                                      | Толстого Льва вул., 1                                                   |                 | Наказ Управління охорони пам'яток історії, культури та історичного середовища від 07.11.2001 № 153 |
| 1125  | Будинок, в якому у 1892—1919 рр. містилася редакція газети «Киевлянин»; у 1948—1963 рр. мешкав Верьовка Г. Г., організатор та головний диригент Державного Українського народного хору                                                                                  | 1898 р. (?)                                                    | Толстого Льва вул., 5                                                   |                 | Рішення виконавчого комітету Київської міськради народних депутатів від 30.07.1984 № 693, Рішення виконавчого комітету Київської міськради народних депутатів від 22.02.1971 № 301                          |
| 1126  | Особняк Терещенка О. (Республіканська медична бібліотека) | 1891 р.; 1899                                                  | Толстого Льва вул., 7/2                                                 | № 55            | Рішення виконавчого комітету Київської міськради народних депутатів від 22.11.1982 № 1804 |
| 1127  | Будинок, в якому у 1879 р. у родині Кузьмінських зупинявся Толстой Л. М., російський письменник | кін. XIX ст.                                                   | Толстого Льва вул., 9                                                   |                 | Рішення виконавчого комітету Київської міськради народних депутатів від 30.07.1984 № 693 |
| 1128  | Будинок житловий працівників Наркомосу УРСР, в якому наприкінці 1941 р.- січні 1942 р. жив Ольжич О., поет, археолог(Кандиба О. О.) | 1934—1937 рр.                                                  | Толстого Льва вул., 15                                                  |                 | Наказ Головного управління охорони культурної спадщини від 25.06.2011 № 10/38-11 |
| 1129  | Будинок прибутковий | 1905—1906 рр.                                                  | Толстого Льва вул., 19/1                                                |                 | Наказ Головного управління охорони культурної спадщини від 10.06.2011 № 10/34-11 |
| 1130  | Будинок прибутковий, в якому мешкав Науменко В. П., вчений, педагог, громадський діяч, колекціонер | 1894—1895 рр., 1909 р.(надбудова), 1940—1950 рр.(надбудова)    | Толстого Льва вул., 23/1                                                |                 | Наказ Управління охорони пам'яток історії, культури та історичного середовища від 29.12.1998 № 69, Наказ Головного управління охорони культурної спадщини від 25.06.2011 № 10/38-11                         |
| 1131  | Будинок житловий редакції журналу «Комуніст», в якому мешкали Бойко О., Кліменко Я. Д., Макічук П. Ю., Слєдзєвський К. Г. | 1934—1935 рр.                                                  | Толстого Льва вул., 25/2                                                |                 | Наказ Головного управління охорони культурної спадщини від 25.06.2011 № 10/38-11 |
| 1132  | Будинок прибутковий | кін. 1890-х рр.                                                | Толстого Льва вул., 41                                                  |                 | Наказ Управління охорони пам'яток історії, культури та історичного середовища від 26.10.2001 № 143 |
| 1133  | Будинок прибутковий | 1906                                                           | Толстого Льва вул., 43                                                  |                 | Наказ Управління охорони пам'яток історії, культури та історичного середовища від 20.08.1999 № 61 |
| 1134  | Фонтан київського водогону | 1898—1900-ті рр.                                               | Червоноармійська вул.                                                   |                 | Наказ Управління охорони пам'яток історії, культури та історичного середовища від 07.11.2001 № 153 |
| 1135  | Будинок житловий | 1950-ті рр.                                                    | Червоноармійська вул., 24                                               |                 | Наказ Управління охорони пам'яток історії, культури та історичного середовища від 07.11.2001 № 153 |
| 1136  | Будинок прибутковий | 1910-ті рр.                                                    | Червоноармійська вул., 26                                               |                 | Наказ Управління охорони пам'яток історії, культури та історичного середовища від 07.11.2001 № 153 |
| 1137  | Будинок прибутковий | 1898                                                           | Червоноармійська вул., 28                                               | № 148           | Рішення виконавчого комітету Київської міськради народних депутатів від 21.01.1986 № 49 |
| 1138  | Будинок прибутковий, в якому у 1911—1915 рр. жив Бабель І. Є., письменник і драматург | 1906                                                           | Червоноармійська вул., 30                                               |                 | Наказ Управління охорони пам'яток історії, культури та історичного середовища від 26.10.2001 № 143 |
| 1139  | Будинок прибутковий | кін. 1890-х рр.                                                | Червоноармійська вул., 32-а                                             | № 245           | Рішення виконавчого комітету Київської міськради народних депутатів від 18.11.1986 № 1107 |
|       | Садиба міська: Червоноармійська 32 | 1890-ті рр.                                                    | Червоноармійська вул., 32                                               |                 | Наказ Головного управління охорони культурної спадщини від 25.06.2011 № 10/38-11 |
| 1140  | Флігель житловий | 1890-ті рр.                                                    | Червоноармійська вул., 32-б                                             |                 | Наказ Головного управління охорони культурної спадщини від 25.06.2011 № 10/38-11 |
| 1141  | Будинок прибутковий | 1951 р., 1960-ті рр.                                           | Червоноармійська вул., 36                                               |                 | Наказ Головного управління охорони культурної спадщини від 25.06.2011 № 10/38-11 |
| 1142  | Будинок прибутковий | 1897 р., 1939 р. (надбудова)                                   | Червоноармійська вул., 38                                               |                 | Наказ Головного управління охорони культурної спадщини від 10.06.2011 № 10/34-11 |
| 1143  | Будинок прибутковий | 1912                                                           | Червоноармійська вул., 40                                               |                 | Наказ Головного управління охорони культурної спадщини від 25.06.2011 № 10/38-11 |
| 1144  | Будинок житловий | 1938                                                           | Червоноармійська вул., 42                                               |                 | Наказ Головного управління охорони культурної спадщини від 10.06.2011 № 10/34-11 |
| 1145  | Будинок прибутковий | 1898—1899 рр.                                                  | Червоноармійська вул., 44                                               |                 | Наказ Головного управління охорони культурної спадщини від 10.06.2011 № 10/34-11 |
| 1146  | Будинок прибутковий | 1911—1912 рр.                                                  | Червоноармійська вул., 46                                               | № 246           | Рішення виконавчого комітету Київської міськради народних депутатів від 18.11.1986 № 1107 |
| 1147  | Будинок прибутковий | 1949—1951 рр.                                                  | Червоноармійська вул., 48                                               |                 | Наказ Головного управління охорони культурної спадщини від 25.06.2011 № 10/38-11 |
|       | Садиба міська: Червоноармійська 66-68 | кін. XIX ст.                                                   | Червоноармійська вул., 66                                               |                 | Наказ Управління охорони пам'яток історії, культури та історичного середовища від 07.11.2001 № 153 |
| 1148  | Флігель | кін. XIX ст.                                                   | Червоноармійська вул., 66                                               |                 | Наказ Управління охорони пам'яток історії, культури та історичного середовища від 07.11.2001 № 153 |
| 1149  | Будинок прибутковий | 1892, кін. XIX ст.                                             | Червоноармійська вул., 66-68                                            |                 | Наказ Управління охорони пам'яток історії, культури та історичного середовища від 07.11.2001 № 153 |
| 1150  | Будинок прибутковий | поч. XX ст., 1946—1948 рр.                                     | Червоноармійська вул., 86                                               |                 | Наказ Управління охорони пам'яток історії, культури та історичного середовища від 07.11.2001 № 153 |
| 1151  | Будинок житловий | 1951                                                           | Червоноармійська вул., 90                                               |                 | Наказ Головного управління охорони культурної спадщини від 25.06.11 № 10/38-11 |
| 1152  | Будинок прибутковий | 1908—1910 рр.                                                  | Червоноармійська вул., 98                                               | № 262           | Рішення виконавчого комітету Київської міськради народних депутатів від 18.11.1986 № 1107 |
| 1153  | Будинок прибутковий | 1909                                                           | Червоноармійська вул., 106                                              |                 | Наказ Управління охорони пам'яток історії, культури та історичного середовища від 20.08.1999 № 61 |
| 1154  | Будинок житловий робітників трикотажної фабрики | 1946—1950 рр.                                                  | Червоноармійська вул., 108                                              |                 | Наказ Управління охорони пам'яток історії, культури та історичного середовища від 20.08.1999 № 61 |
| 1155  | Будинок прибутковий | кін. XIX ст.                                                   | Червоноармійська вул., 110                                              |                 | Наказ Управління охорони пам'яток історії, культури та історичного середовища від 20.08.1999 № 61 |
| 1156  | Будинок, в якому наприкінці XIX — на початку XX ст. знаходилася кузня родини Шкода |                                                                | Ямська вул., 44                                                         |                 | Рішення виконавчого комітету Київської міськради народних депутатів від 30.07.1984 № 693 |
|       | Будинок, в якому на початку XX ст. знаходився каретний цех майстра Ільницького | поч. XX ст.                                                    | Ямська вул., 54                                                         |                 | Рішення виконавчого комітету Київської міськради народних депутатів від 30.07.1984 № 693 |
| 1157  | Комплекс військово-інженерних споруд Київського укріпрайону | 1929—1935 рр., 1941—1943 рр.                                   |                                                                         | № 513-Кв        | Наказ Міністерства культури і туризму України від 24.09.2008 № 1001/0/16-08 |
| 1158  | ДОТ № 101 | 1929—1935 рр.                                                  | Південна ділянка оборони м. Києва                                       | № 513/1         | Наказ Міністерства культури і туризму України від 24.09.2008 № 1001/0/16-08 |
| 1159  | ДОТ № 102 | 1929—1935 рр.                                                  | Південна ділянка оборони м. Києва, 2 км. На схід від х. Мриги           | № 513/2         | Наказ Міністерства культури і туризму України від 24.09.2008 № 1001/0/16-08 |
| 1160  | ДОТ № 103 | 1929—1935 рр.                                                  | Південна ділянка оборони м. Києва, 500 м на північ від ДОТу № 102       | № 513/3         | Наказ Міністерства культури і туризму України від 24.09.2008 № 1001/0/16-08 |
| 1161  | ДОТ № 104 | 1929—1935 рр.                                                  | Південна ділянка оборони м. Києва, 1 км на схід від х. Мриги.           | № 513/4         | Наказ Міністерства культури і туризму України від 24.09.2008 № 1001/0/16-08 |
| 1162  | ДОТ № 105 | 1929—1935 рр.                                                  | Південна ділянка оборони м. Києва, х. Мриги                             | № 513/5         | Наказ Міністерства культури і туризму України від 24.09.2008 № 1001/0/16-08 |
| 1163  | ДОТ № 106 | 1929—1935 рр.                                                  | Південна ділянка оборони м. Києва, 2 км на захід від х. Мриги           | № 513/6         | Наказ Міністерства культури і туризму України від 24.09.2008 № 1001/0/16-08 |
| 1164  | ДОТ № 107 | 1929—1935 рр.                                                  | Південна ділянка оборони м. Києва, 2 км на південь від с. Конча-Заспа   | № 513/7         | Наказ Міністерства культури і туризму України від 24.09.2008 № 1001/0/16-08 |
| 1165  | ДОТ № 108 | 1929—1935 рр.                                                  | Південна ділянка оборони м. Києва, 1,5 км на південь від с. Конча-Заспа | № 513/8         | Наказ Міністерства культури і туризму України від 24.09.2008 № 1001/0/16-08 |